# DS Automobiles
Pour les articles homonymes, voir DS.
Ne doit pas être confondu avec Citroën DS.
DS Automobiles est un constructeur automobile haut-de-gamme français, filiale du groupe franco-italo-américain Stellantis depuis sa création en 2021. À l'origine, la ligne DS était la gamme premium de Citroën entre 2009 et 2014, avant de prendre son indépendance pour devenir une marque à part entière.
La ligne DS s'est initialement développée en Europe puis, à partir de 2014, une fois la marque lancée, elle se développe dans le monde. Les modèles reçoivent alors la nouvelle calandre « DS Wings », caractère stylistique symbolique de la prise d'indépendance de la marque.
La première présentation officielle de la marque DS Automobiles a lieu le 3 mars 2015 au salon de Genève.
En 2017, DS Automobiles présente le DS 7 Crossback, premier véhicule conçu entièrement par la marque. Suivent le DS 3 Crossback, commercialisé en 2019, la DS 9, commercialisée fin 2020 et la DS 4 de deuxième génération fin 2021. À partir de 2021, la marque propose l'ensemble de sa nouvelle gamme en version E-Tense électrique ou hybride rechargeable. En fin 2024, DS Automobiles présente N°8.
DS Automobiles est présent en Formule E à travers l’écurie DS Techeetah Formula E Team. Celle-ci a remporté deux fois les titres pilote et constructeur.

## Histoire

### Origine du nom

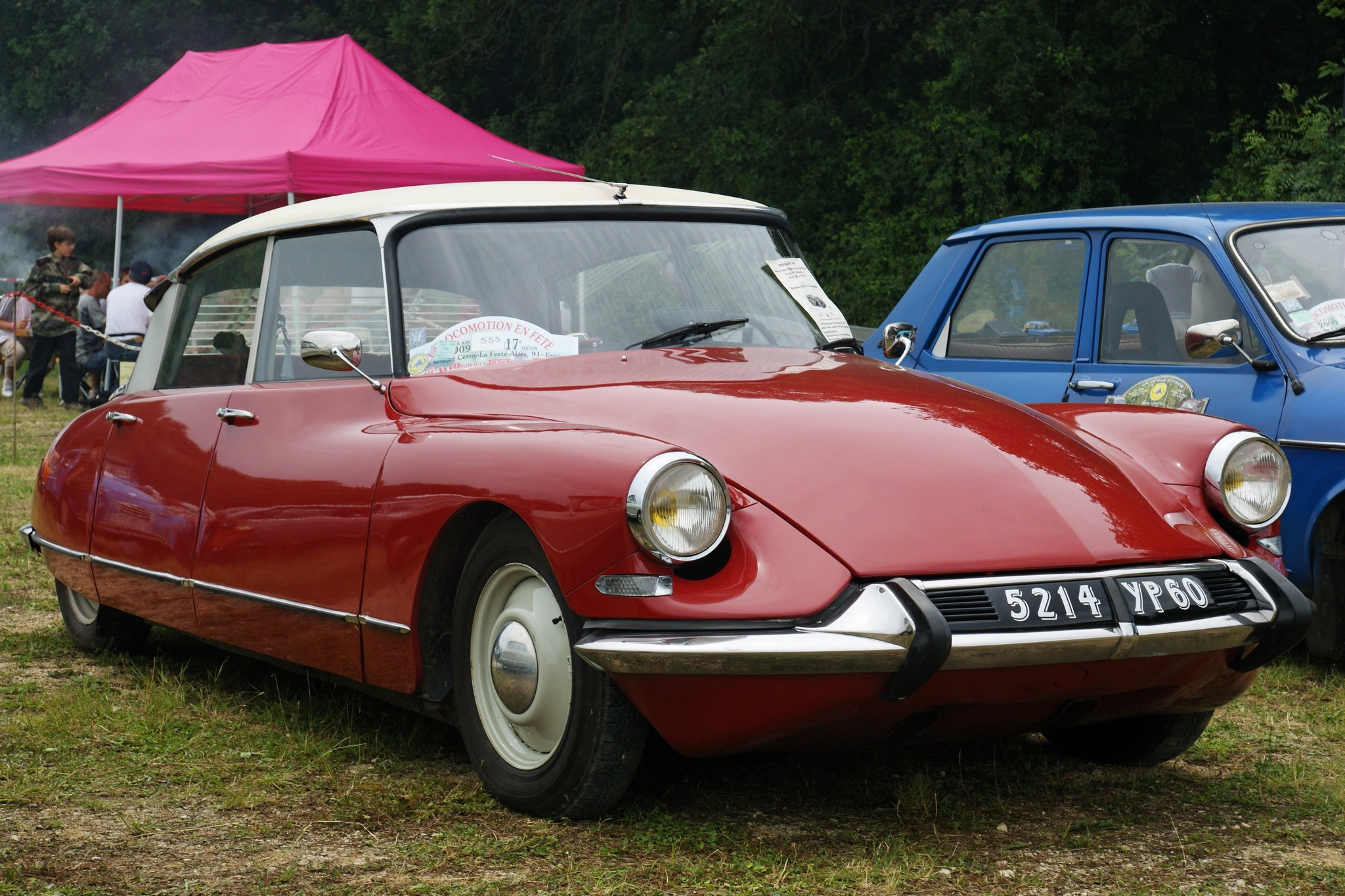
Citroën DS - première génération (1955).

La firme Citroën commercialise le modèle DS entre 1955 et 1975. En 2009, le constructeur décide d’exploiter la notoriété de cette voiture pour lancer une ligne premium au sein de la gamme Citroën, et les équipes de PSA donnent pour signification « Distinctive Series » (en anglais dans le texte) à l’abréviation « DS ».
Le 13 octobre 2008, Citroën a renouvelé la protection des droits de propriété des deux lettres « DS » afin de créer une ligne haut de gamme au sein de sa gamme et, dans un futur proche, en faire une marque à part entière dans le monde.
Comme l’explique Jean-Pierre Ploué, directeur du style du groupe PSA, « Ce nom, ces deux lettres ‘DS’, en plus d’être associées à l’imaginaire extraordinaire de la DS de 1955, sonnait comme un produit haut de gamme, c’est un nom qui nous appartenait, et il était juste parfait pour porter ce type de produit… ».

### Les débuts
Frédéric Banzet, directeur général de Citroën explique la genèse de la Ligne DS par cette phrase : « Le concept était de partir de notre gamme principale, et de voir comment en partageant un maximum de composants, on pouvait aller dans le territoire du haut de gamme mais en apportant une réponse différente ».
À Paris, le 5 février 2009, à l'occasion des 90 ans de Citroën, et après une semaine de spéculations sur la résurrection de la DS, Citroën présente le Citroën DS Inside qui annonce le lancement d'une nouvelle famille de modèles haut de gamme, les Citroën DS. Une ligne haut de gamme basée sur la gamme classique, des déclinaisons plus huppées ou exclusives sans équivalent dans la gamme Citroën, avec des prestations visant les marques premium (BMW, Mercedes, Audi, Volvo, Alfa Romeo ou encore Lexus).
Dans sa démarche marketing, Citroën semble s’inspirer de la marque Nespresso en adoptant une personnalisation et un emballage de luxe pour un produit issu à la base du marché de masse. Les références au luxe français sont nombreuses, ainsi pour les noms de ses concept cars, tels « Numéro 9 » faisant référence au parfum No 5, « DS Wild Rubis » faisant référence à la joaillerie, ou bien encore la présence d'ateliers de sellerie dans les DS World, la Ligne DS souhaite rattacher son univers de marque à celui du luxe à la française.
La ligne haut de gamme offre un large choix de personnalisation (couleurs de toit, de carrosserie, de rétroviseurs, choix du volant ou de jantes, stickers de toit ou sur le capot, séries spéciales ou limitées…). « La bonne surprise, c'est que nous touchons exactement ceux que nous voulions séduire et qui sont déjà possesseurs d'un véhicule premium... de marque allemande ! » décrit Thierry Métroz, directeur du design de la ligne DS.
À l’Automotive Design Network de PSA Velizy, une équipe de designers est entièrement vouée à la Ligne DS. La future gamme haut de gamme devant se distinguer complètement de la gamme « C » dite gamme « Essentielle » de Citroën, et ne plus faire référence à sa marque mère, aussi bien pour ses modèles avec sa gamme propre, son identité visuelle propre et ses espaces de ventes dédiés.

### L'internationalisation
La ligne DS est une vitrine pour la marque Citroën à l'international, elle est distribuée en Europe (2010) puis vers d'autres marchés tels que la Russie (2010), la Chine (2012), le Brésil (2012), l'Argentine, Hong Kong, l'Australie, la Corée du Sud, la Malaisie (2013), Israël…
Le 20 novembre 2011, le Groupe China Chang'an Automobile (CCAG) et PSA Peugeot Citroën inaugurent la création de la joint-venture « Changan PSA Automobiles (CAPSA) » qui est la seconde coentreprise du groupe français en Chine- Citroën étant associé à Dongfeng (DPCA) pour sa gamme C standard - pour distribuer puis produire la gamme DS en Chine.
Dans les accords de création de CAPSA et de DPCA, il était prévu la création d'une seconde marque chinoise propre à chaque joint venture avec un objectif de 3 % de parts de marché. Mais les accords ont changé pour éviter d'investir dans de telles marques et de devoir créer des réseaux de vente dédiés, ce qui demande un investissement important. CAPSA va développer et fabriquer deux modèles qui seront vendus à DPCA, que ce dernier écoulera dans son réseau sous sa marque locale, et CAPSA assemblera une petite voiture électrique avec une technologie apportée par Changan, a annoncé Grégoire Olivier, directeur de la Direction Asie de PSA Peugeot Citroën.
En 2012, Citroën lance la Ligne DS (Di Yishi en chinois) comme une marque haut de gamme à part entière en Chine, avec un réseau de distribution spécifique, indépendant du réseau Citroën, qui compte vingt-cinq points de vente dans les principales villes du pays, et en prévoit un total de soixante-dix pour la fin de l'année 2013.
Le 28 septembre 2013, soit moins de trois ans après la signature de la coentreprise CAPSA, PSA et Chang’An Automobile ont inauguré leur première usine d’assemblage. Située à Shenzhen, dans le Sud du pays près de Hong Kong, Changan PSA Automobiles y produit la DS 5, puis la DS 5LS (berline compacte tricorps) dévoilée le 19 décembre 2013, avant une commercialisation en mars 2014. Ce site doit produire à terme au minimum 200 000 véhicules par an de la marque DS, et emploiera 6 000 salariés. « J’espère que nous allons commencer à gagner de l’argent d’ici à deux ans », a indiqué le président de CAPSA, Gilles Boussac, lors de l'inauguration.
Lancée en 2010 comme une déclinaison de modèles Citroën, DS Automobiles est devenue une marque autonome destinée à disposer de six modèles avec un objectif de ventes de 10 % des volumes de PSA, soit entre 300 000 et 400 000 unités, (122 700 DS en 2013). Selon son directeur Yves Bonnefont, « DS est une marque mondiale, qui a vocation à être vendue dans les 200 plus grandes villes du monde hors d'Europe », évoquant les États-Unis comme un objectif à moyen terme.

### DS Automobiles devient une marque à part entière
En 2013, les modèles DS Automobiles vendus en Chine sont des véhicules d'importation sur lesquels trônent les chevrons de Citroën. L'étape suivante consiste à différencier totalement la Ligne DS de la gamme Citroën, en inhibant tout lien marketing et visuel entre les deux gammes. La ligne DS s'émancipe et devient une marque à part entière sur le marché chinois. En revanche, en Europe, recréer un réseau de concessionnaires indépendants DS en plus du réseau actuel Citroën n'est pas possible financièrement selon Frédéric Banzet. « Un jour, peut-être, nous détacherons DS de Citroën. Mais ce n'est pas programmé », reconnaît Thierry Métroz, patron du design DS en mai 2013.

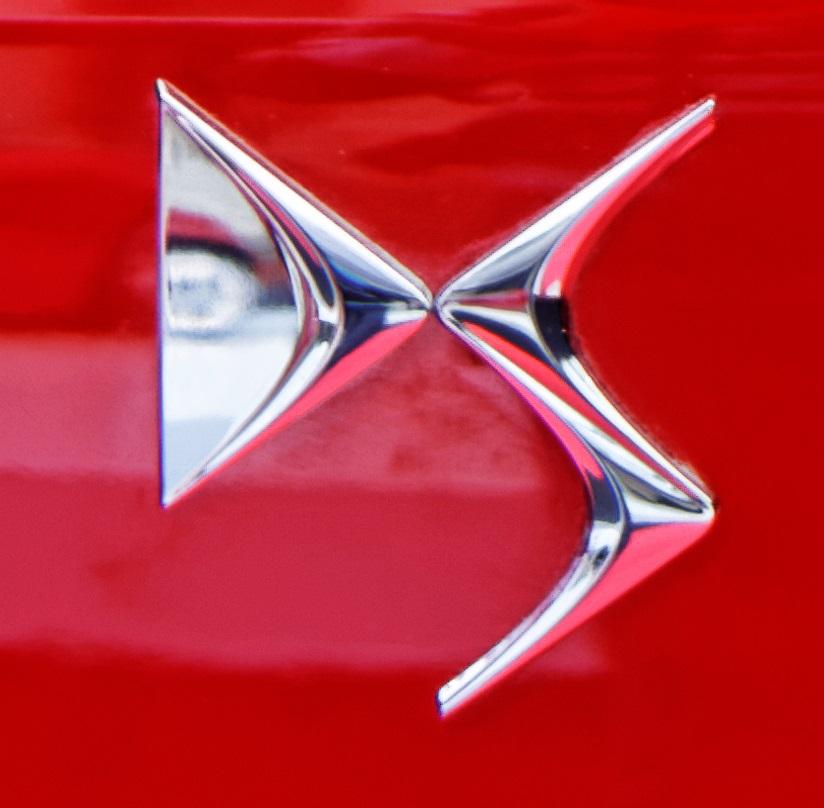
Logo de la marque DS.

Le 19 décembre 2013 DS Automobiles dévoile la DS 5LS au Louvre à Paris. Il s'agit du premier modèle de série de la Ligne DS à être commercialisé avec le logo DS Automobiles. Elle est vendue en Chine à partir de 2014.
Le 19 février 2014, le conseil de surveillance a approuvé à l'unanimité l'entrée de l'État français et de Dongfeng au capital du groupe. Ainsi, alors que Dongfeng entre à parts égales avec la Famille Peugeot et l'état français au capital de PSA, DS Automobiles qui est produite par une autre coentreprise de Citroën (Chang'an Automobile) devient une marque haut de gamme à part entière mais produite par un concurrent du nouveau propriétaire sur son propre marché. Les réseaux de distribution sont déjà indépendants et la production à Shenzhen est propre au marché chinois avec la DS 5, puis la DS 6, premier SUV présentée le 20 avril 2014.
« DS va devenir la troisième marque du groupe PSA » est la première décision annoncée par Carlos Tavares, qui prend la direction opérationnelle de la branche automobile de PSA le 20 février 2014. «  À un horizon de vingt ans, DS a vocation à être une marque autonome  » a-t-il ajouté,.
Après quatre années d'exploitation et 125 000 exemplaires vendus, le 1er juin 2014 DS Automobiles devient une marque à part entière, et Yves Bonnefont prend la place de directeur général. Au Mondial de l'automobile de Paris 2014, Citroën et DS Automobiles disposent ainsi de deux stands distincts.
Le 16 février 2015, DS Automobiles dévoile sa première voiture en Europe portant uniquement le logo DS, sans les chevrons de Citroën. Il s'agit de la DS 5.
Fin mai 2015, DS Automobiles lance, en France, une série limitée, baptisée « 1955 », en hommage à sa glorieuse aînée, la Citroën DS. Cette édition spéciale est déclinée sur les DS 3, DS 3 cabriolet, DS 4 et la nouvelle DS 5. La DS 4S, présentée au salon de Guangzhou le 21 novembre 2015 est une version compacte de la DS 5LS, réservée au marché chinois.
Alors qu'en 2016, les ventes mondiales avaient fléchi de 16 %, pour la quatrième année de rang, à 85 981 unités, DS Automobiles présente en février 2017 la DS 7 Crossback qui inaugure la deuxième génération de modèles de la marque. Retardée au moment des difficultés financières de PSA, le crucial renouvellement de la gamme bénéficie du choix de la DS 7 Crossback comme véhicule présidentiel. 2017 demeure l'année charnière où les nouveaux modèles sont censés relancer la marque et contrer la chute des ventes de la marque qui accuse 34 % de perte sur les six premiers mois de 2017, et jusqu'à 66 % en Chine.

### L'échec de la Chine
La marque française n'a pas réussi à s'imposer en Chine, où les ventes n'ont cessé de reculer : 6 170 unités en 2017, 4 000 unités en 2018, 1 200 sur le premier semestre 2019 contre une progression de 1,5 % dans le monde dans le même temps. La question se pose alors d'un retrait du marché chinois et de se séparer de ses usines avec son partenaire Changan, ou de se relancer grâce à sa stratégie d'électrification de sa gamme et en améliorant la communication de la marque dans un marché de 27 millions de véhicules. Ainsi, en septembre 2019, DS Automobiles déclare préparer à un plan d'envergure pour ce marché.
Au troisième trimestre 2019, DS Automobiles n'a vendu que 311 voitures en Chine et Asie du Sud-Est. PSA annonce le 4 novembre 2019 la fin de la joint-venture Changan PSA Automobiles (CAPSA) et se concentre sur son partenaire et actionnaire Dongfeng pour le marché asiatique tout en fermant aussi l'une des usines de cette coentreprise. Le Groupe PSA et Changan ont revendu leurs parts dans l’usine de Shenzhen, d'une capacité de production de 200 000 unités par an, au groupe Baoneng propriétaire du constructeur Qoros.
DS Automobiles ne quitte pas pour autant la Chine, PSA et Baoneng ont conclu un accord pour produire les DS dont la prochaine DS 9 à Shenzhen. De plus, PSA reste associé à Changan pour la production d'un pick-up commun (sans rapport avec DS) pour 2020.

### La relance
L'arrivée en Europe du DS 7 Crossback en 2018 a permis à la marque de se relancer après quelques années moribondes et à cause d'une gamme vieillissante. Le DS 7 Crossback occupe la première place sur le segment des SUV compacts premium en France. Ainsi, Yves Bonnefont a déclaré début 2019 : « 2018 a été l'année zéro pour DS ». La marque a posé ses jalons dans le haut de gamme, elle commence à faire ses preuves et elle doit concrétiser avec l'arrivée du second SUV, le DS 3 Crossback. En 2019, les ventes progressent de 1,5 % dans le monde.
Afin d'étoffer sa gamme, le constructeur français présente en mars 2020 une grande berline routière, la DS 9 puis, en 2021, la seconde génération de la compacte DS 4, qui n'est plus affilée à la Citroën C4.

## Stratégie de marque
Le positionnement de DS vise à représenter le savoir-faire automobile haut de gamme français. Pour cela, la stratégie de la marque se base sur l'appropriation et l'exploitation assumée de l'héritage luxueux et innovant du constructeur qui l'a fondée : Citroën. Cela se traduit par le nom de la marque « DS » faisant référence au modèle iconique de la Citroën DS de 1955, le logo de la marque composé de trois chevrons identiques à ceux du logo de Citroën ou encore, plus récemment, à l’occasion du Salon Rétromobile 2020 où DS propose, à la suite d'un concours de design, d'élire la « SM 2020 », inspirée de la Citroën SM de 1970, préfigurant ainsi l'avenir de la marque.
DS rejoint alors cette stratégie déjà adoptée par d’autres constructeurs, consistant à être une déclinaison haut de gamme et luxueuse de leurs marques référentes (ici Citroën), tout comme Infiniti avec Nissan, Acura avec Honda, Cupra avec Seat, Lexus avec Toyota  ou encore Genesis avec Hyundai. DS peut alors être considérée comme la marque "de luxe" de Citroën en incarnant et en exploitant, dans sa philosophie, l'héritage prestigieux de cette dernière, ce qui en fait donc son "ADN" de marque.
En 2017, Yves Bonnefont, alors directeur général de DS Automobiles, déclare que la marque DS "souhaite perpétuer les valeurs d’innovation et de distinction véhiculées par les Citroën DS et SM, respectivement apparues en 1955 et en 1970".
Cette appropriation par la nouvelle marque DS d'anciens véhicules Citroën va parfois jusqu'à l'effacement de toute référence à Citroën dans des communiqués de presse de DS évoquant les Citroën DS et Citroën SM,. La marque revendique également sur son site officiel durant plusieurs années les concepts cars C-Sportlounge (de 2005) et Metropolis (2010), sans mention de la marque Citroën, alors que ces véhicules conçus par Citroën n'étaient d'aucune manière affiliés à DS lors de leur présentation,,. En 2016, la marque cesse finalement de présenter sur son site officiel le C-Sportlounge comme l'un de ses concepts cars. Il en est de même pour la Metropolis dès 2019,.
Ce révisionnisme est également appliqué à la marque Citroën, qui, au milieu des années 2010, abandonne toute référence à la Citroën DS et à la Citroën SM, censées être désormais associées à DS Automobiles. Ainsi, lorsque Citroën lance en 2016 son musée virtuel Citroën Origins, les DS et SM en sont totalement absentes,,. Après 6 ans d'absence remarquée, les Citroën DS et Citroën SM sont finalement intégrées à Citroën Origins,.

## Communication

### Identité visuelle (logotype)
La marque DS Automobiles arbore un logotype 3D spécifique rappelant dans son design sa parenté avec Citroën. On retrouve les chevrons historiques de Citroën dans leur design de 2009, le sigle DS étant formé d'un chevron formant le « D » et deux chevrons formant le « S ». Le designer coréen Jin Joo est à l'origine du logo de la ligne DS, qui deviendra le logo de la marque DS Automobiles.

Logo de 2009 à 2019
Logo depuis 2019

Au début, le logo « DS » est placé sur le capot avant, au-dessus du sigle Citroën qui orne la calandre, ainsi que sur le hayon avec en dessous le nom « CITROËN ».
À partir de 2014, en Chine, le logo DS se déplace dans la calandre appelée « DS Wings », comme le DS Wild Rubis l'a montré suivi par la DS 5LS en série, où le logo DS Automobiles remplace complètement le logo Citroën.
En 2015, le slogan change pour devenir : « DS Automobiles, Spirit of Avant-Garde ».

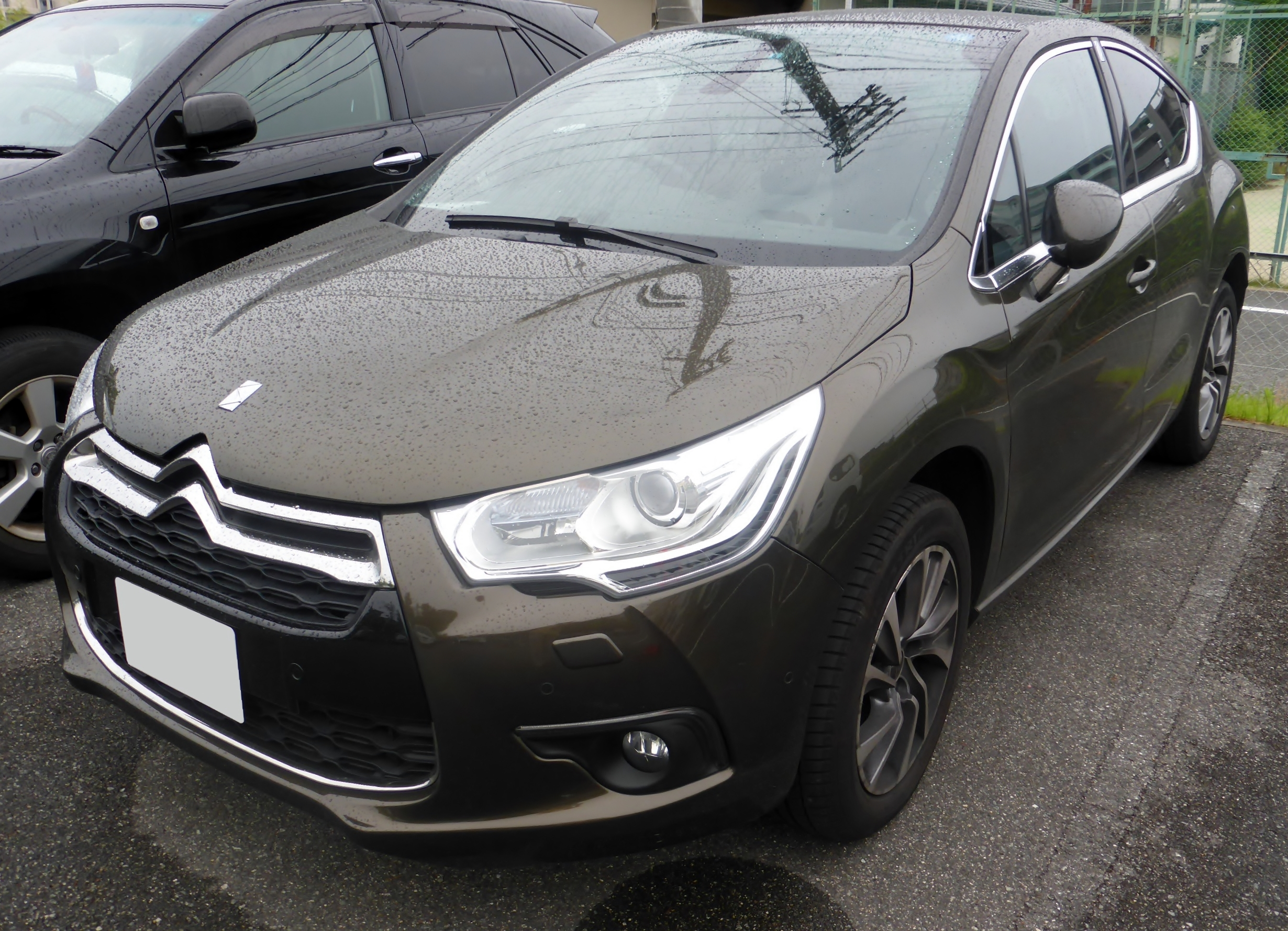
DS 4 avec l'identité visuelle de 2009.
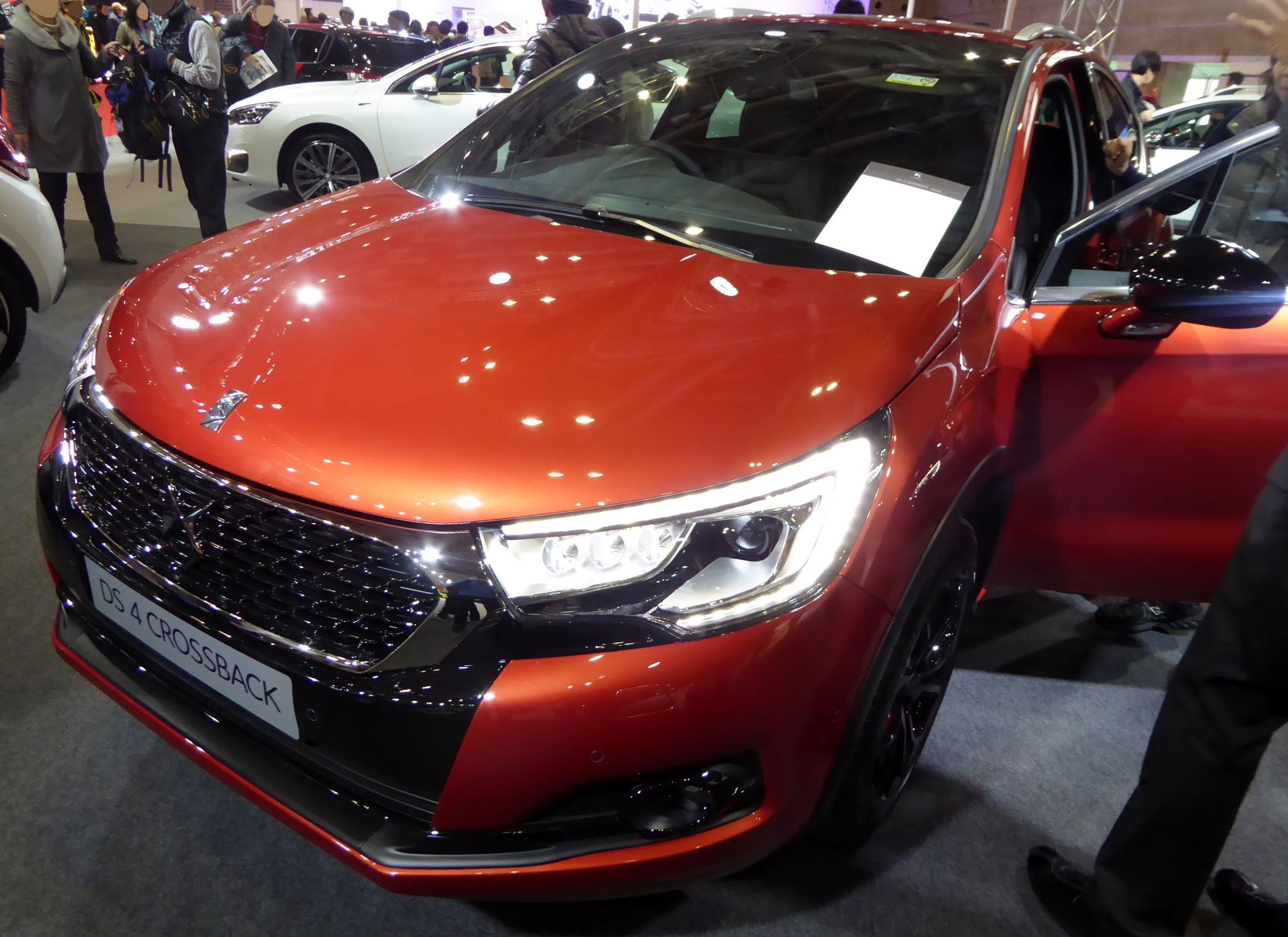
DS4 Crossback avec l'identité visuelle de 2014.

### Évolution du nom des modèles
Depuis décembre 2013, avec la présentation de la DS 5LS au Louvre à Paris et l'évolution de la ligne DS en une marque à part entière, le nom des modèles a évolué. Auparavant, les modèles DS se nommaient Citroën DS avec accolé le numéro référence au modèle dans la gamme (DS3 pour la citadine, DS4 pour la compacte, DS5 pour la berline). Dorénavant, DS Automobiles est une marque, le nom des modèles adoptent le nom de la marque espacé du numéro du modèle, et pour certains modèles le nom est suivi de deux lettres qui indiquent le type du véhicule dans la gamme. La DS 5 étant la compacte de luxe, la DS 5LS étant la berline... adopte le même numéro dans la gamme mais les lettres LS indiquent sa version « Luxury Sedan » par rapport à la compacte de luxe. Il en va de même pour la DS 6WR, le « 6 » indiquant son niveau au-dessus de la DS 5 dans la gamme, et les lettres WR faisaient référence au concept de SUV Wild Rubis avant d'être retirées dans un second temps.
Les anciennes dénomination DS3, DS4 et DS5 vont cohabiter avec les nouveaux noms des modèles jusqu'à ce que la gamme soit entièrement restylée, en recevant la calandre DS Wings et en perdant les chevrons Citroën. Ainsi il faudra attendre :
- février 2015 pour que la DS5 devienne DS 5 ;
- septembre 2015, la DS4 devient DS 4 ;
- et enfin janvier 2016, pour que la gamme soit entièrement affiliée à DS Automobiles avec la DS 3.

### Direction de la marque
- Frédéric Banzet, directeur général de Citroën (Ligne DS) jusqu'en mai 2014.
- Yves Bonnefont, directeur général de DS Automobiles de juin 2014 à janvier 2020.
- Béatrice Foucher, directrice générale de DS Automobiles de janvier 2020 à juin 2023.
- Olivier François, directeur général de DS Automobiles de juin 2023 à janvier 2025.
- Xavier Peugeot, directeur général de DS Automobiles à partir de février 2025.

## La gamme DS

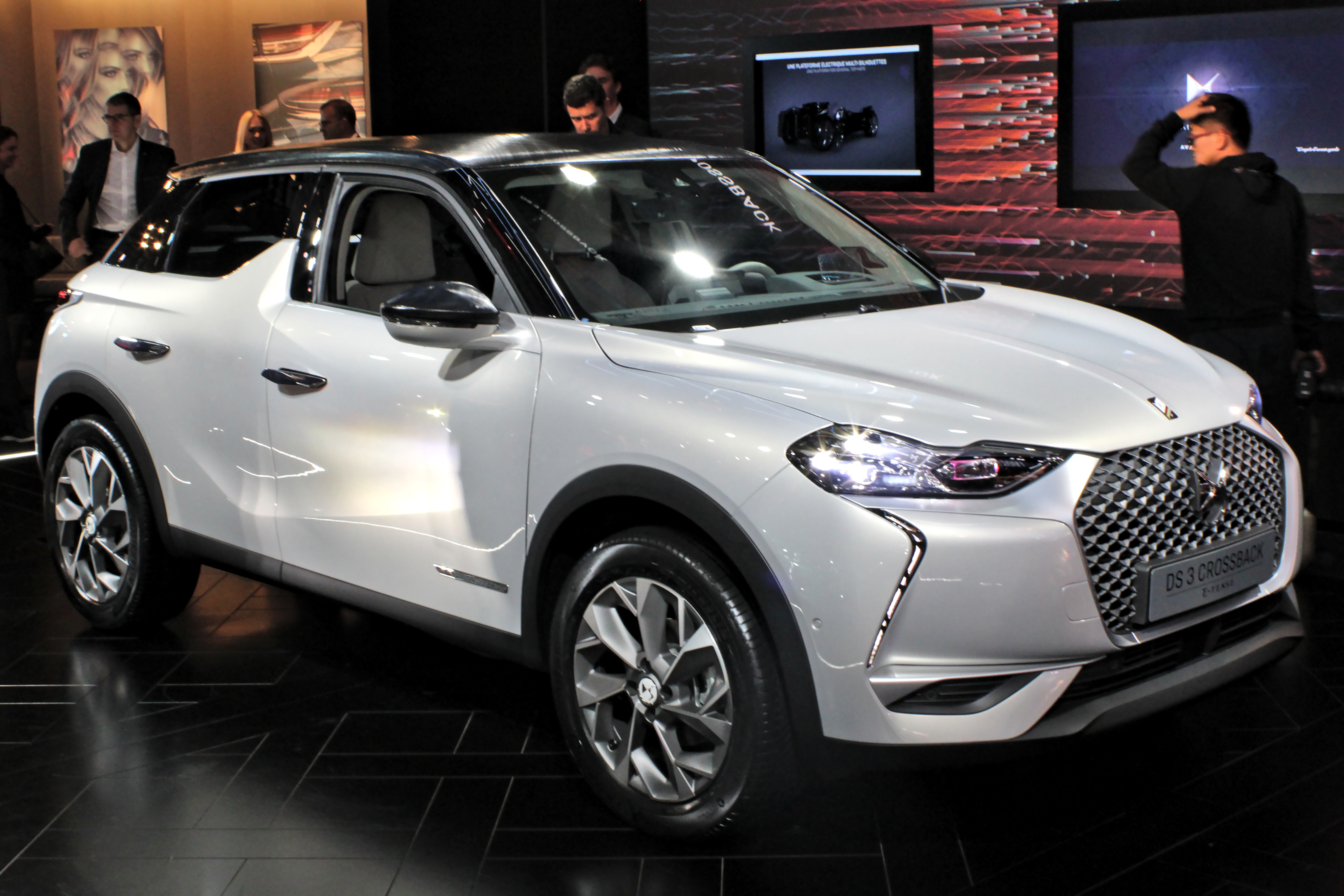
DS3 Crossback E-Tense.

En avril 2018, DS Automobiles annonce son projet de produire uniquement des véhicules électrifiés à compter de 2025, soit avec des modèles hybrides ou électriques. Dans cet objectif, le constructeur annonce la présentation du premier modèle DS électrique au Mondial Paris Motor Show 2018 : la DS 3 Crossback e-tense. Équipée d'un moteur électrique de 100 kW et de batteries de 50 kWh permettant une autonomie de 320 km.

### DS 3
Le DS 3 de seconde génération (code interne D34) est un crossover urbain concurrent de l'Audi Q2 et du Mini Countryman. Il est présenté le 13 septembre 2018 avant d'être exposé en octobre au Mondial de l'Auto de Paris puis sera commercialisé à partir de 2019. Au printemps 2019, une version électrique baptisée DS 3 Crossback E-Tense compléte la gamme.
Le 3 "Crossback" (nom sous lequel il est d'abord lancé) est commercialisé en parallèle de la DS 3 de première génération, qui reste au catalogue de la marque jusqu'en janvier 2020 avec un seul moteur (3-cylindres 1.2 Puretech 110 ch EAT6). Le Crossback sera assemblé dans l'usine de Poissy à partir de la nouvelle plateforme CMP, commune à d'autres modèles compacts du groupe, et il reçoit le nouveau moteur essence 1.2 PureTech de 155 ch.

### DS N°4

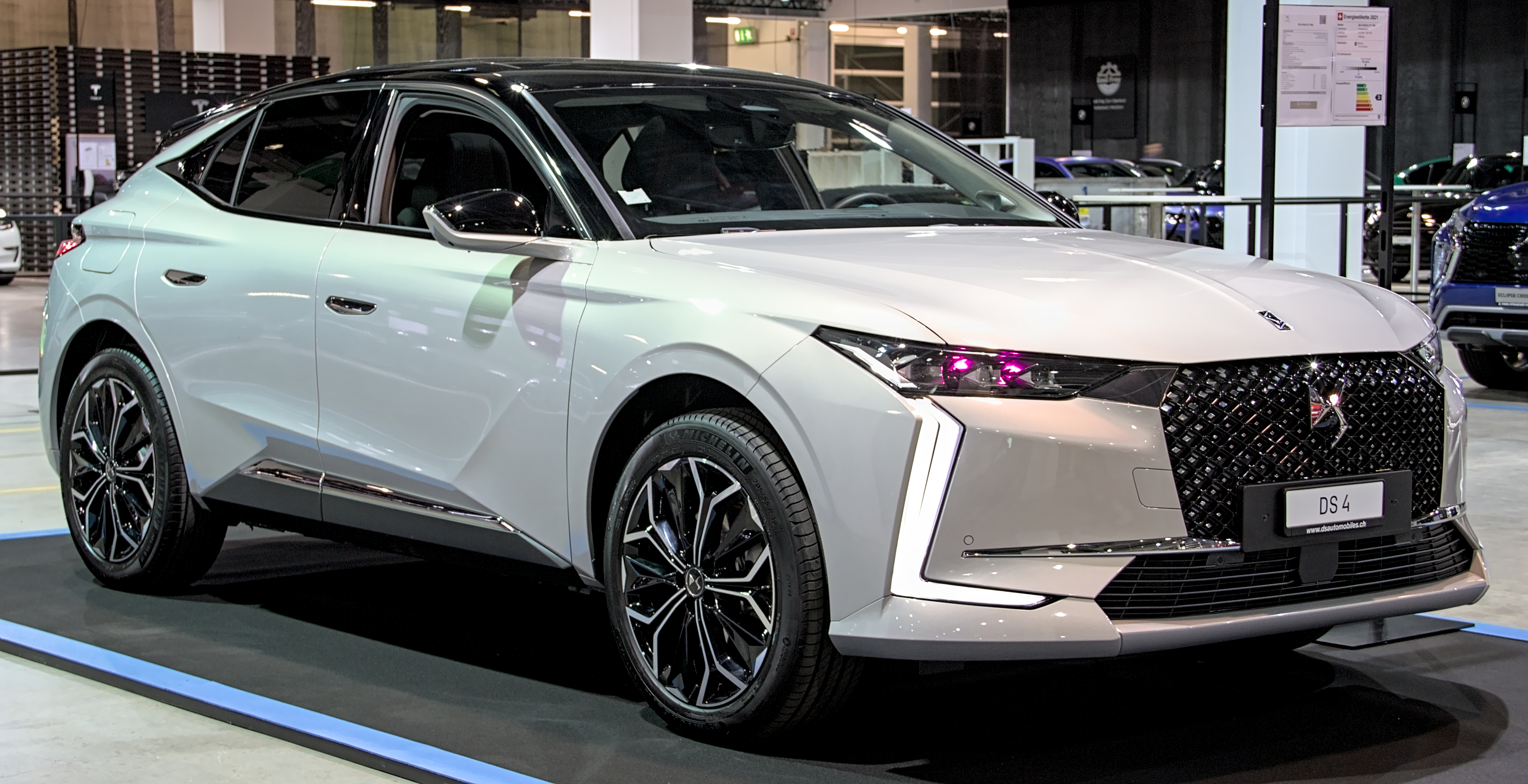
DS4 E-Tense.

La DS 4 de seconde génération, renommée N°4 lors de son restylage en 2025, est présentée le 3 février 2021 sous la forme de deux modèles distincts, une berline classique (code interne D41) ainsi qu'une version baroudeuse (code interne D44) baptisée DS 4 Cross. Elle repose sur la plateforme technique EMP2 (pour Efficient Modular Platform 2) provenant entre autres de la Peugeot 308 II.

### DS 7

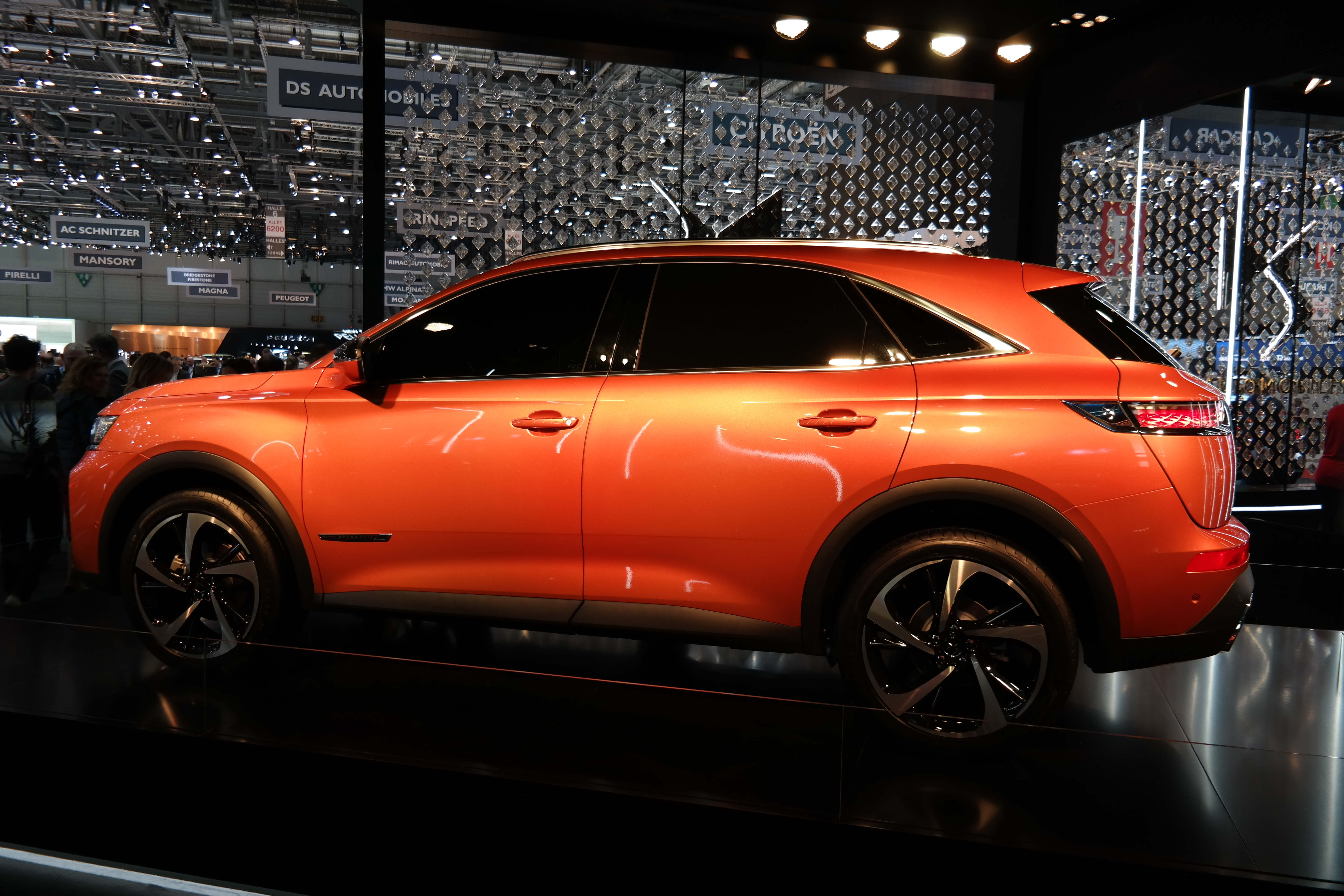
DS 7 Crossback de 2017.

Fabriqué à l'usine de Mulhouse, le DS 7 est dévoilé le 28 février 2017, avant une présentation officielle au salon de Genève en mars 2017. Il doit entrer en production en octobre de la même année, pour une commercialisation à partir de début 2018. Le DS 7 bénéficie d’une nouvelle ligne de montage, où il reprendra la base technique du Peugeot 3008.
Avant même sa commercialisation, le DS 7 est disponible dans une série spéciale haut de gamme intitulée DS 7 Crossback La Première qui peut être réservée en ligne dès le 7 mars 2017 et ce jusqu'au 31 décembre 2017. Motorisé par le 2.0 BlueHDI de 180 ch ou le nouveau bloc essence THP 225 ch, et équipé pour la première fois d'une boîte automatique à 8 rapports (EAT8). Chaussé de jantes de 20 pouces, il est disponible en trois coloris (noir Perla Nera, Gris Artense ou blanc nacré) et basé sur la finition la plus haute appelée "Opéra".
Le DS 7 est retenu comme voiture présidentielle, lors de l'élection présidentielle du 14 mai 2017, pour la descente de l'Avenue des Champs-Élysées. Le modèle, spécialement transformé, avec une vaste capote en toile à ouverture électrique aménagée dans le toit, ne sert qu'une seule fois pour cette occasion. Il est ensuite exposé dans le showroom DS World Paris.

### DS Nº8
La DS Nº8 (projet D85) est un SUV berline électrique produit à partir de la fin 2024 sur la plate-forme EMP2 STLA Medium.

## Anciens modèles

### DS 9

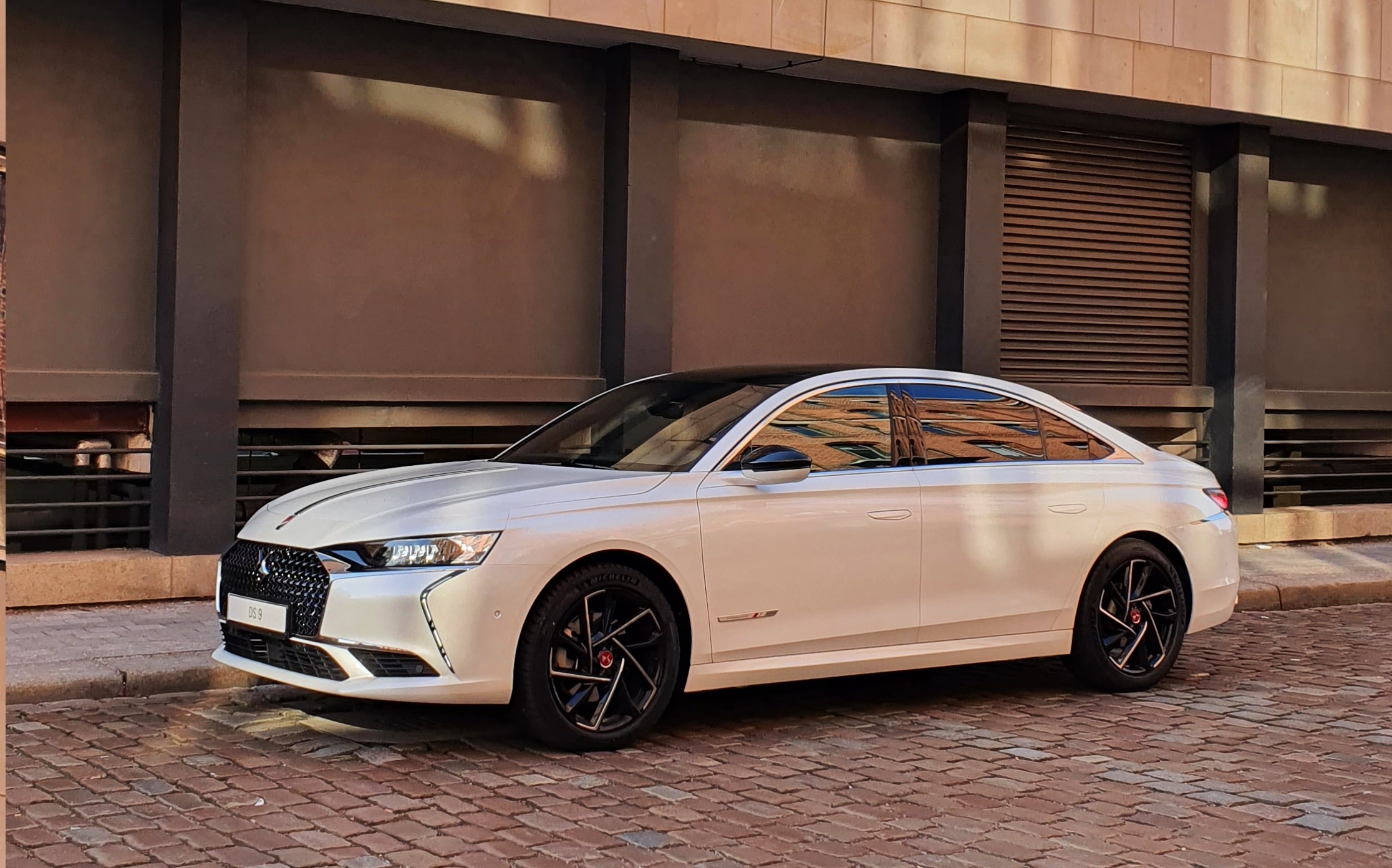
Berline DS 9.

La DS 9 (projet X83) est une grande berline trois volumes de 4,93 m, qui devait être présentée au salon international de l'automobile de Genève 2020 mais celui-ci a été annulé à cause de l'épidémie de coronavirus COVID-19.
Elle est développée sur la base EMP2 à empattement allongé (2,90 m) de la nouvelle Peugeot 508 et commercialisée en Chine et en Europe en 2020. Elle reçoit les motorisations de sa cousine Peugeot ainsi qu'une version hybride rechargeable essence-électrique.

### DS 3 I
La DS3 est le premier véhicule produit pour la Ligne DS, présentée le 3 mars 2009 et disponible en 2010, inspirée du concept (Citroën DS Inside exposée au Salon international de l'automobile de Genève 2009. Elle dérive de la Citroën C3 II (5 portes uniquement). Elle n'existe qu'en trois-portes et se distingue de sa « sœur » par une nouvelle face avant, signature de la gamme DS flanquée du logo DS, au-dessus du sigle Citroën. Elle est une version haut de gamme vendue plus chère que son équivalent Citroën, et personnalisable grâce à des stickers de carrosserie, des couleurs de toit et de rétroviseurs, et des équipements exclusifs.
Une nouvelle version restylée de la DS3, et DS3 Cabrio, est présentée au Mondial de l'automobile de Paris 2014, intégrant une nouvelle signature visuelle Full LED et Xénon nommée « DS LED Vision ».
Le 19 janvier 2016, DS présente la DS 3, avec le nom de la marque détachée du chiffre où DS3 devient DS 3. Elle est équipée de la calandre "DS Wings" et sans les doubles chevrons, référence à Citroën, au profit du logo DS, comme les autres membres de la marque DS (DS 5 en février 2015 et DS 4 en septembre 2015). À l'intérieur, elle s’équipe des nouveaux systèmes Mirror Link compatibles avec les smartphones Apple ou Android et d'un écran tactile. Les motorisations n'évoluent pas par rapport à la Citroën DS3, tout juste l'arrivée d'une version Pure Tech 130 ch. Le restylage concerne la berline et le cabriolet. La DS3 Racing prend le nom de DS 3 Performance, et gagne quelques chevaux (208 ch).
La DS 3, premier modèle produit par DS Automobiles, est produite de 2010 à 2019, et commercialisée jusqu'en janvier 2020.

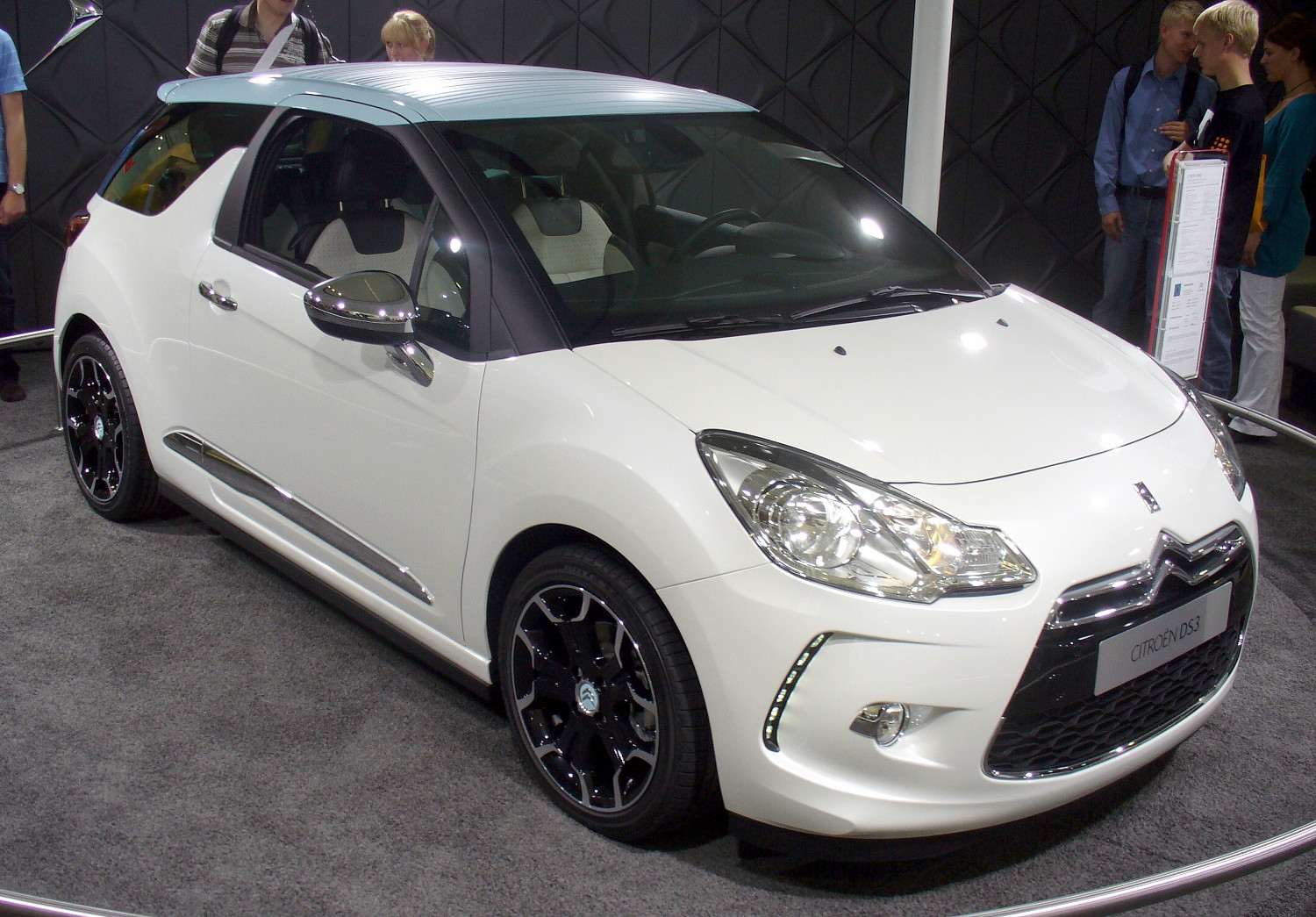
DS3 de Citroën
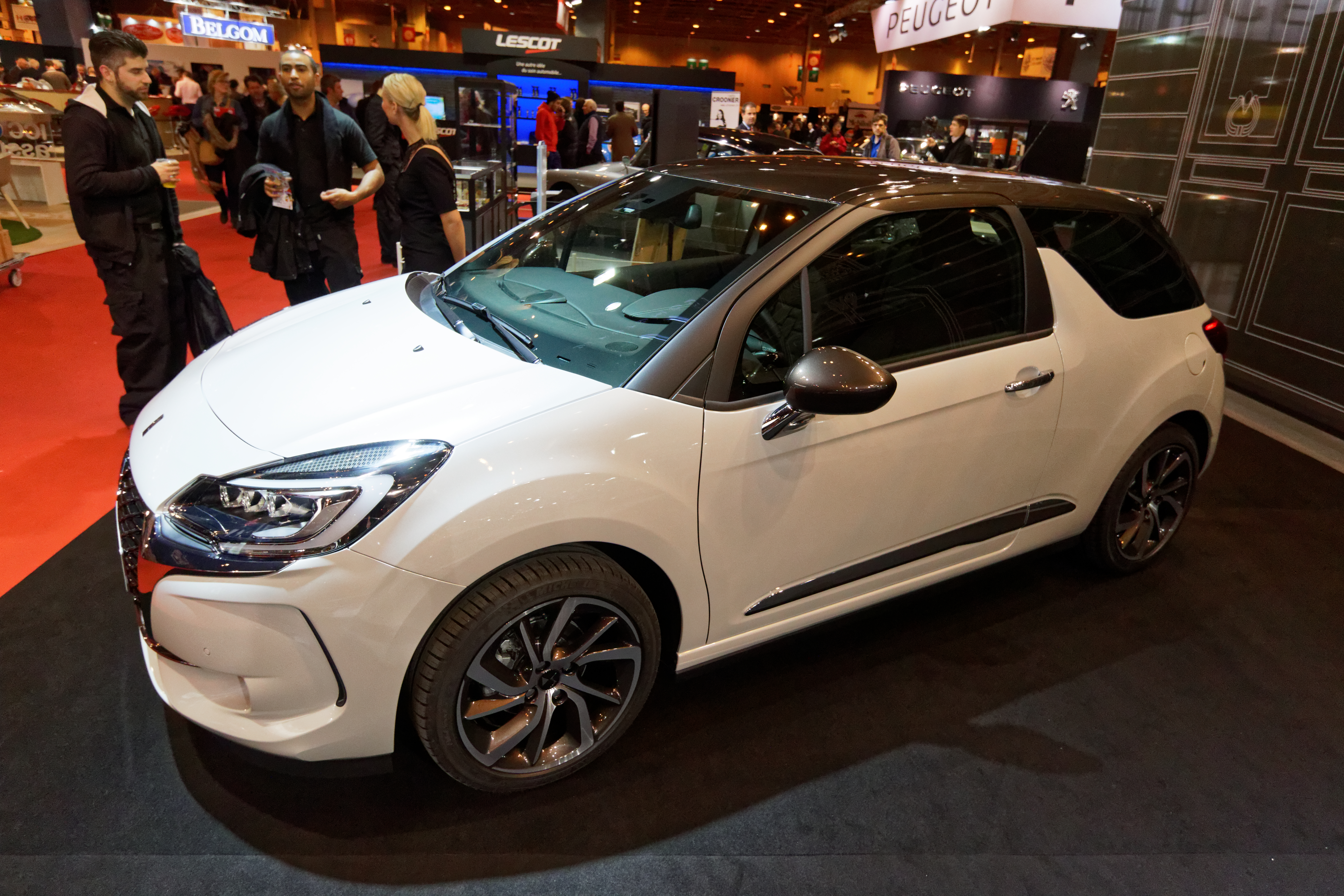
DS 3 de DS Automobiles

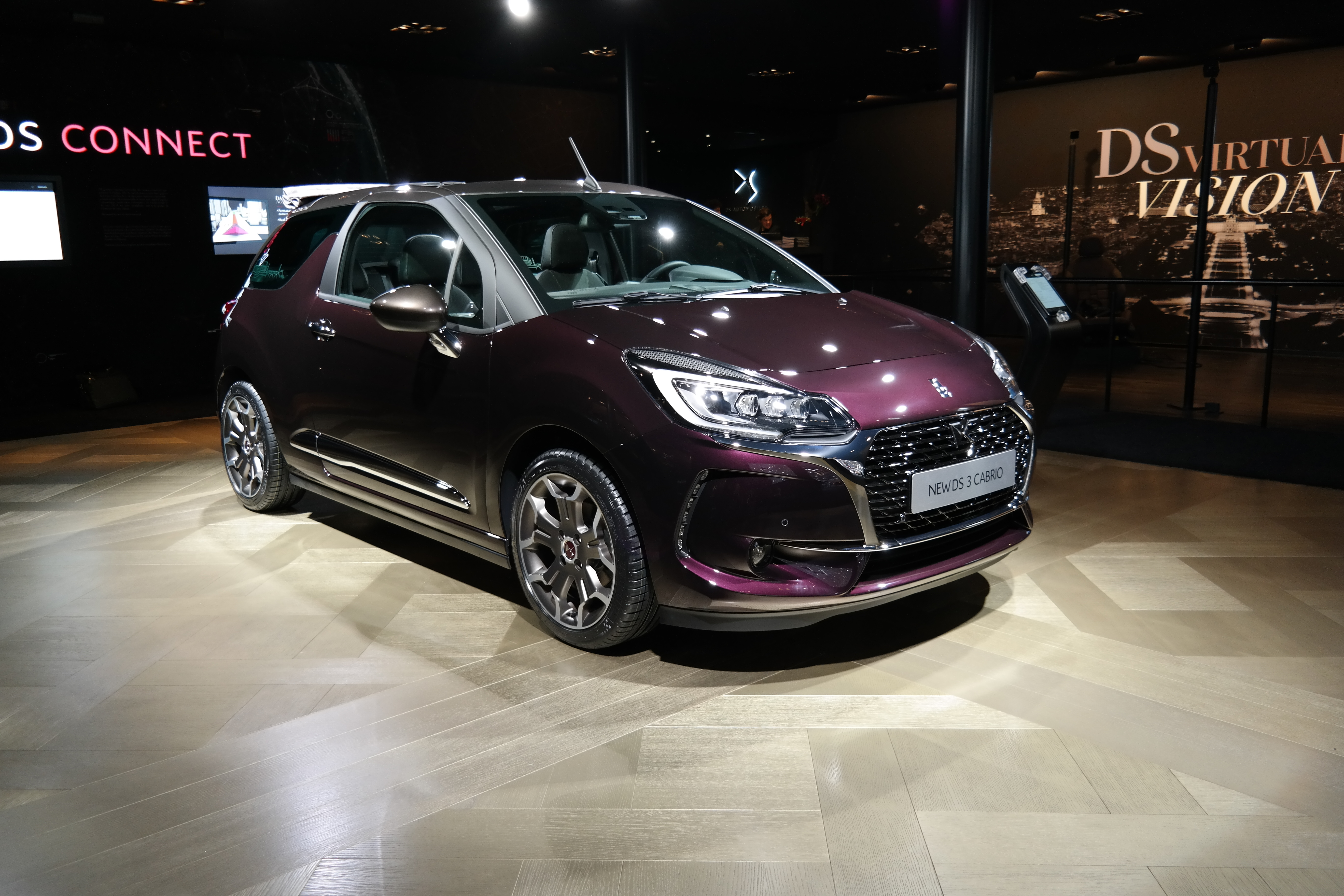
DS 3 Cabrio
En septembre 2012, au Mondial de l'automobile de Paris, Citroën expose la DS 3 Cabrio. Ce n'est pas une décapotable conventionnelle mais une version découvrable de la DS 3 car elle conserve les arches latérales et elle est dotée d'une toile souple coulissante s'ouvrant sur trois positions.
Comme sa version classique, elle a droit à un premier restylage en 2014, puis un second en janvier 2016.

### DS 4 I

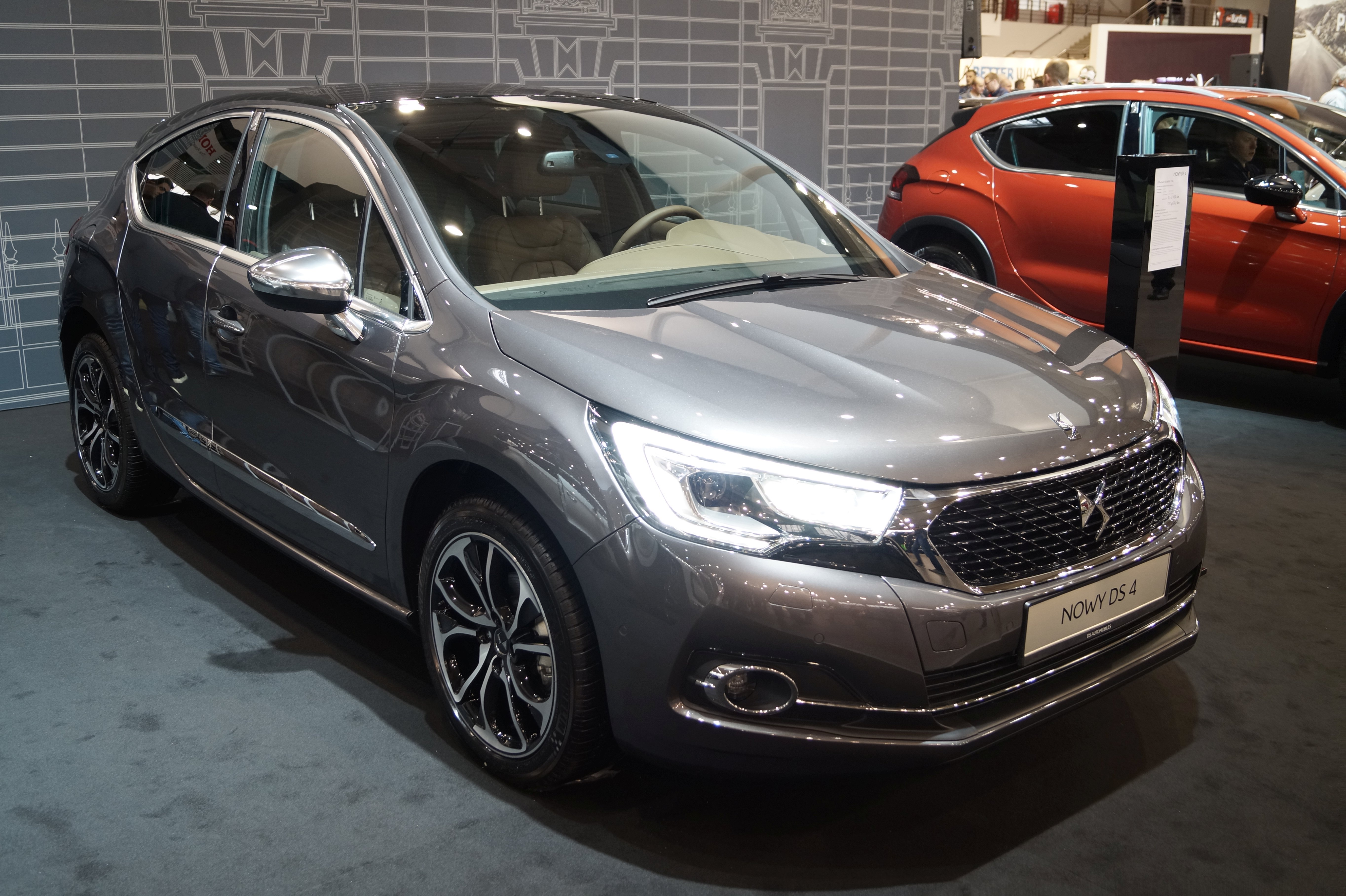
DS 4

La DS4, présentée le 30 août 2010, est le dérivé haut de gamme de la Citroën C4 II. Elle s'en démarque par une ligne surélevée typée coupé crossover, avec une face avant différente munie d'une calandre spécifique à la gamme DS. Elle a été annoncée par la Citroën DS High Rider Concept au salon international de l'automobile de Genève 2010 qui était une trois-portes contrairement à la DS4. La de série DS4 est fabriquée à l'usine PSA de Mulhouse dans le Haut-Rhin (68).
En septembre 2015, à l'occasion du Salon de Francfort, la Citroën DS4 devient DS 4, reçoit des feux arrière redessinés et la calandre DS Wings. Cette version restylée est une version rabaissée de 3 cm qui se rapproche de sa "cousine" Citroën C4.
DS 4 Crossback
Au Salon de Francfort 2015, DS Automobiles dévoile une seconde version de DS 4 nommée DS 4 Crossback. Cette version DS 4 Crossback conserve la hauteur de la DS4 d'avant le restylage, et gagne quelques artifices de style permettant de renforcer le typage  crossover.

### DS 4S

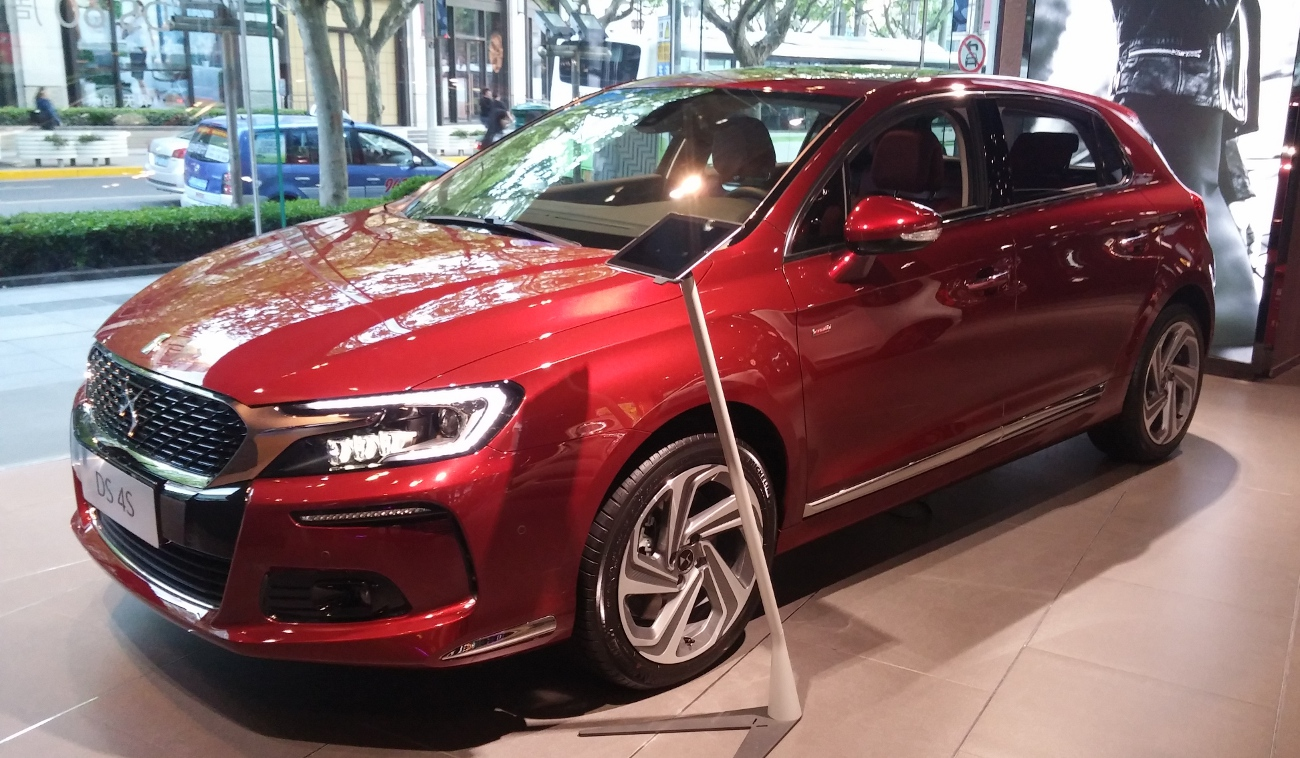
DS 4S.

Présentée au Salon de l'automobile de Guangzhou le 21 novembre 2015, la DS 4S est une version à hayon de la DS 5LS, qui est, comme elle, réservée au marché chinois. Elle remplace la DS 4 dans la gamme haut de gamme du constructeur. Elle est commercialisée à partir d'avril 2016 avec deux moteurs dont le bloc 3 cylindres 1.2 litre turbo PureTech 136 ch, et le 1.8 litre THP disponible en 2 puissances de 160 et 204 ch. Les différentes motorisations sont proposées avec la boîte de vitesses automatique EAT6 à convertisseur et six rapports. La DS 4S reprend intégralement la planche de bord de la DS 5LS, ainsi que la calandre DS Wings et des projecteurs avant DS LED Vision composés de 136 diodes.
La DS 4S mesure 4,45 mètres, pour un empattement de 2,71 mètres comme la DS 5LS dont elle est issue.
La DS 4S est produite comme les autres modèles de la marque sur le site de Shenzhen.

### DS 5LS

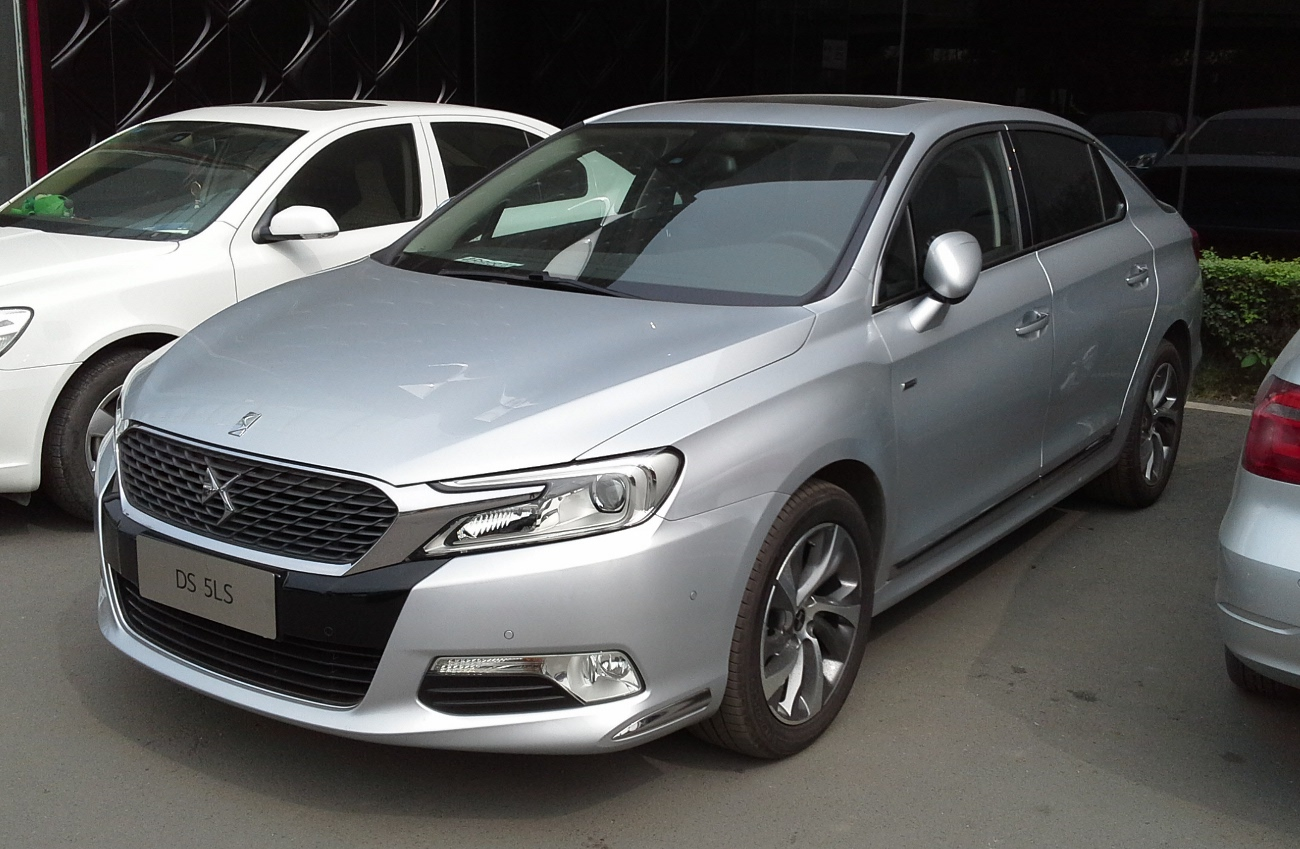
DS 5LS

La DS 5LS est une berline tricorps, dévoilée le 19 décembre 2013 au Louvre à Paris, avant sa commercialisation en Chine le 28 mars 2014. Ce n'est ni une version longue de la DS 5, ni une version à coffre de la DS 4 (annoncée comme la DS 4 Sedan) mais plutôt une variante à coffre de la DS 5 dans une nouvelle robe de carrosserie où LS signifie « Luxury Sedan » et le « 5 » représente les cinq sens : inspiration, dynamisme, qualité, avant-gardisme et vie saine.
Elle est basée sur la même plateforme PF2 commune aux DS 4 et DS 5. La planche de bord est inédite, même si quelques éléments sont empruntés à la DS 4, le bloc instrumental et le volant à la DS 5. Elle est motorisée par un quatre-cylindres 1,6 litre turbo Twin Scroll issu de la collaboration de PSA et BMW, développant au choix 135, 163 ou 200 ch, associé à une boîte automatique à six rapports. Le 1,6 litre de 117 ch n'a pas été retenu, étant considéré trop juste pour un modèle de la gamme DS. Elle mesure 4,72 m de long soit 17 cm de plus que la DS 5, 1,84 m de large, 1,50 m de haut et son empattement est de 2,72 m. Elle est, comme la DS 5, produite dans l'usine CAPSA de Shenzhen.
C'est le premier modèle de série de la Ligne DS à être commercialisé avec le logo DS, sans chevrons sur la calandre. La DS 5LS reprend la nouvelle face avant inaugurée par le Concept Numéro 9 puis le DS Wild Rubis, avec la calandre appelée « DS Wings » qui s'incruste dans les optiques.

### DS 5

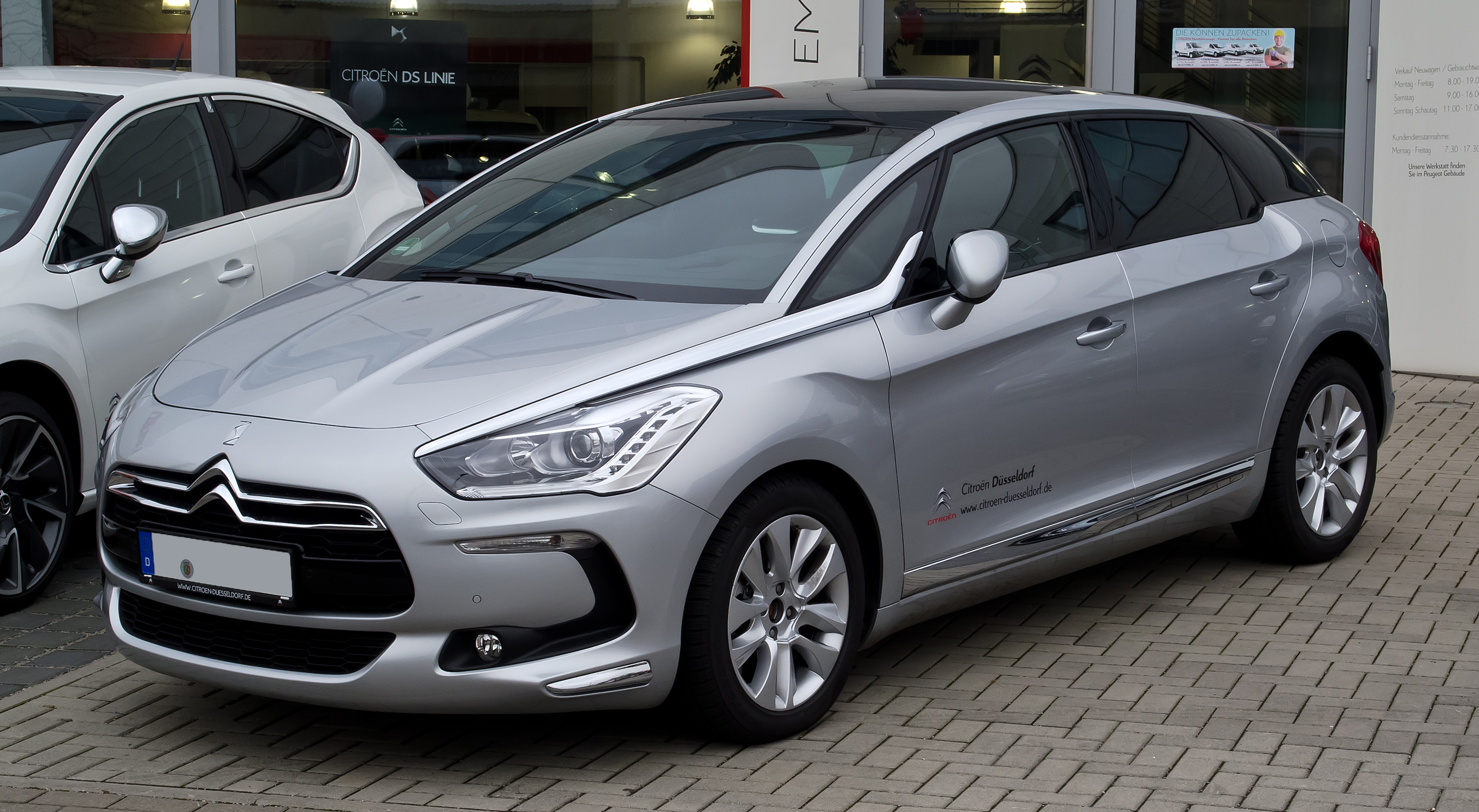
DS5

La Citroën DS5 est présentée le 18 avril 2011 au Salon automobile de Shanghai et commercialisée en novembre 2011 en France. Contrairement à ce que son nom pourrait laisser penser, la DS5 (qui est la plus grosse compacte du marché) n'est pas basée sur la plate-forme de la Citroën C5, 25 cm plus longue que la DS5 (4,53 m contre 4,78 m pour la C5), mais sur la plate-forme 2 de PSA, soit celle des Citroën C4 Picasso I, C4 II et DS 4 I, avec des trains roulants de Peugeot RCZ. Elle n'hérite donc pas de la suspension hydraulique de la C5. Elle ne ressemble à aucun autre modèle de la gamme Citroën, contrairement aux DS3 et DS4 qui reprennent massivement des éléments de leurs pendants de la gamme C. La DS5 est inspirée du concept car Citroën C-Sport Lounge dévoilé au salon de l'automobile de Francfort 2005. Elle est la première voiture Citroën à disposer de la motorisation HYbrid4, Diesel hybride électrique.
Le 15 mai 2012, François Hollande est officiellement investi Président de la Ve République. Il remonte l'Avenue des Champs-Élysées à bord d'une Citroën DS5 HYbrid4 spéciale pour l'occasion, munie d'un toit ouvrant, au-dessus des sièges arrière, pour saluer la foule.
La Citroën DS5 est fabriquée sur le site PSA de Sochaux dans le Doubs (25). C'est la première fois qu'un véhicule Citroën est assemblé à Sochaux.

La DS5 est aussi produite à Shenzhen (Chine) à partir du 28 septembre 2013 (à raison de 200 000 véhicules par an à terme), soit quinze mois seulement après le lancement de la Ligne DS en tant que marque automobile en Chine. Elle est, à quelques détails spécifiques au marché chinois près (couleur de pavillon intérieur, réglage de climatisation à l'arrière), identique au modèle européen. Citroën a fait appel à Sophie Marceau pour être l’ambassadrice de la DS 5 en Chine, lors des festivités du lancement commercial de la DS5 « Made in China » dans le pays. Elle est motorisée par le quatre-cylindres 1.6 THP 156/200 ch et en HYbrid4, d'un moteur de quatre-cylindres HDI de 163 ch Diesel à l'avant et d'un moteur électrique de 37 ch à l'arrière.

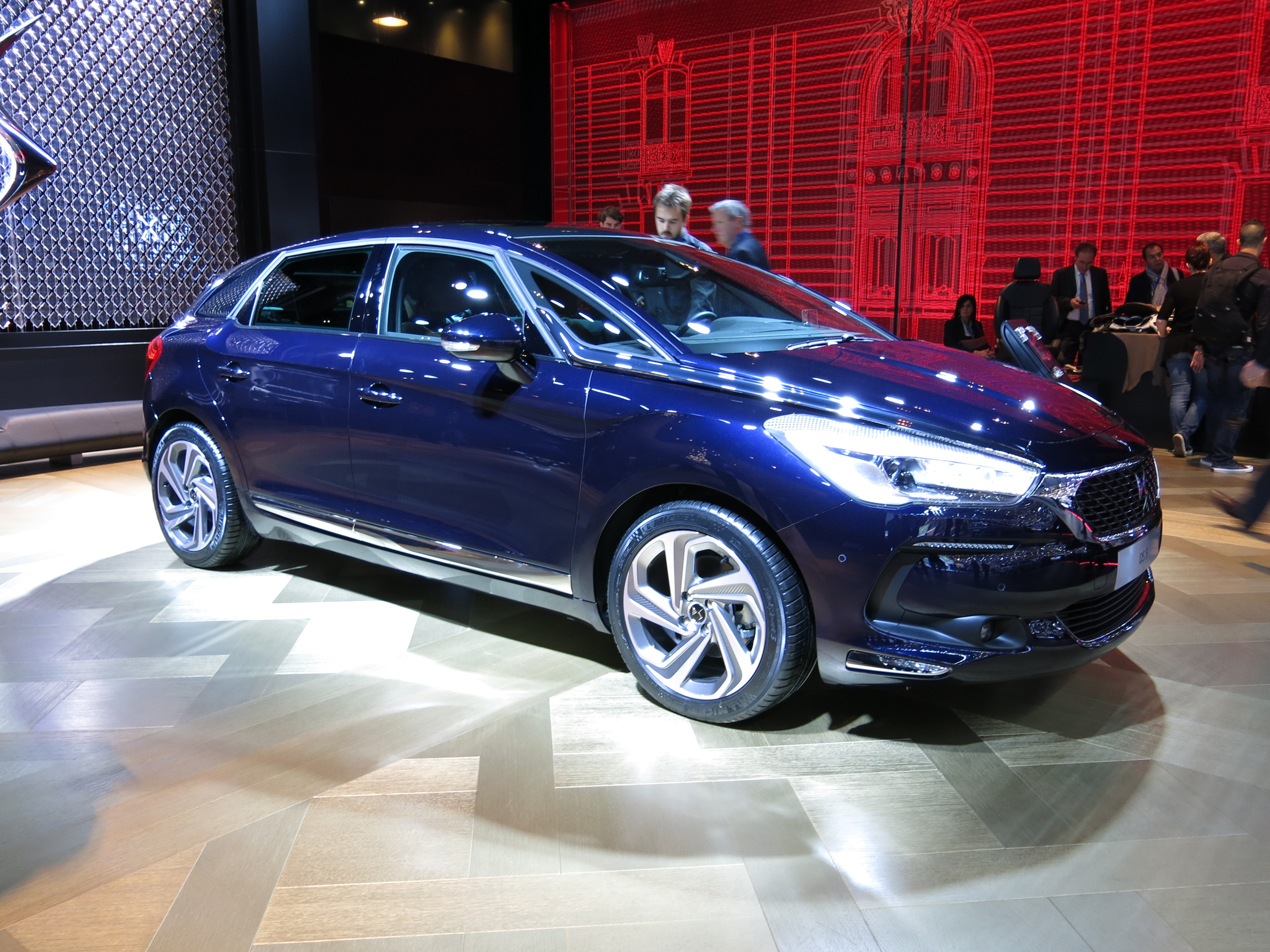
DS 5 restylée

Bien que la marque DS Automobiles soit indépendante depuis le 1er juin 2014, la DS 5 (sous la marque DS Automobiles) est présentée le 16 février 2015. Elle est le premier modèle de la marque en Europe à supprimer toute parenté avec Citroën, les DS 3 et DS 4 conservant à ce moment-là encore leur faciès Citroën ce qui entraîne la confusion chez la clientèle et complique l'intégration de la nouvelle marque automobile française. La DS 5 est dévoilée à l'occasion du salon de Genève, et hérite de la calandre évasée baptisée DS Wings des DS 5LS et DS 6. Au centre de la calandre, le logo DS remplace les chevrons Citroën. Enfin, elle intègre les optiques Full Led et Xénon baptisés « DS LED Vision », déjà présents sur la DS 3 restylée.

### DS 6

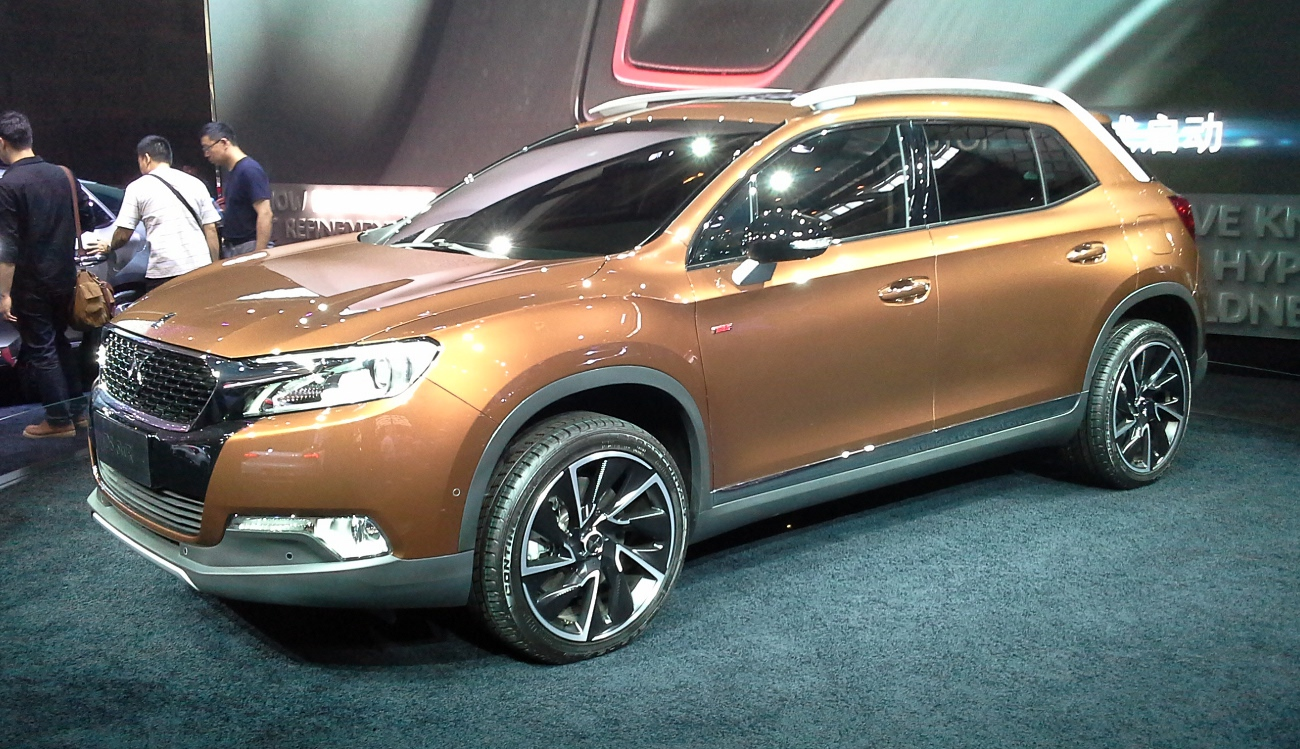
DS 6.

Le 20 avril 2014 au salon de Pékin, la marque a présenté son premier SUV nommé DS 6WR, concurrent des BMW X3 (8 cm plus grand), Audi Q5 (10 cm de plus), Volvo XC60 ou Mercedes-Benz GLC. Il mesure 4,55 m de long (contre 4,70 m pour le Concept Wild Rubis), 1,86 m de large et 1,61 m de haut avec un empattement de 2,73 m.
Le DS Wild Rubis Concept présenté en avril 2013 préfigurait les grandes lignes du SUV de la marque avec notamment les barres de toit en chrome qui se terminent à la base de la vitre de custode arrière. On[Qui ?] retrouve sur le DS 6 la calandre « DS Wings » introduite en série par la DS 5LS, ainsi que les moteurs essence e-THP 160 (avec arrêt-démarrage automatique) et THP 200 associés à une boîte automatique à six rapports. Le SUV DS est une traction à deux roues motrices mais bénéficie du système d'optimisation d'adhérence comme les Peugeot 2008 et 3008, un antipatinage évolué pour les sols à faible adhérence. Le DS 6 est fabriqué dans l’usine Citroën de Shenzhen (CAPSA) en Chine sur une ligne d’assemblage parallèle à celle des DS 5 et DS 5LS[réf. souhaitée], les trois véhicules partageant l’ancienne plate-forme BHV2, et a été commercialisé à partir du 27 septembre 2014 sur le marché chinois.
Frédéric Banzet, directeur général de Citroën, a annoncé lors de la présentation du Wild Rubis que le DS 6 ne sera commercialisé qu'en Chine et dans quelques autres pays, mais ne sera pas exporté en Europe. Mais à la suite des retours d'information de la presse européenne et de la clientèle, Thierry Métroz, le chef designer de la ligne DS, a rapporté que l'exportation du DS 6 en Europe était possible, bien que cela soit resté sans suite.

## Personnalisation
En 2016, DS Automobiles lance au Mondial de l'automobile son programme de personnalisation sur-mesure appelée "Commande Spéciale". Il doit permettre à un client de se faire confectionner avec l'aide d'artisans, un modèle unique de par sa personnalisation.
Une DS 5 réalisée à la demande fût présentée lors de cet évènement pour illustrer ce service. Cette personnalisation comporte, entre autres, une teinte extérieure pailletée inédite, une sellerie en cuir spécifique, l'intérieur de la boîte à gants et les sur-tapis en velours vert, ainsi qu'un assortiment de bagages coordonnés sur mesure. Le coût de cette opération aurait été de 25 000 €, à ajouter au prix de 45 000 € de la voiture en elle-même, soit un total de 75 000 €. Ces aménagements ont nécessité près de 4 mois de travail.
C'est la seule DS Commande Spéciale connue à ce jour par le public.
Ce service n'est plus proposé sur le site internet de DS depuis 2020.

## Les concept cars

### Citroën C-Sportlounge (2005)

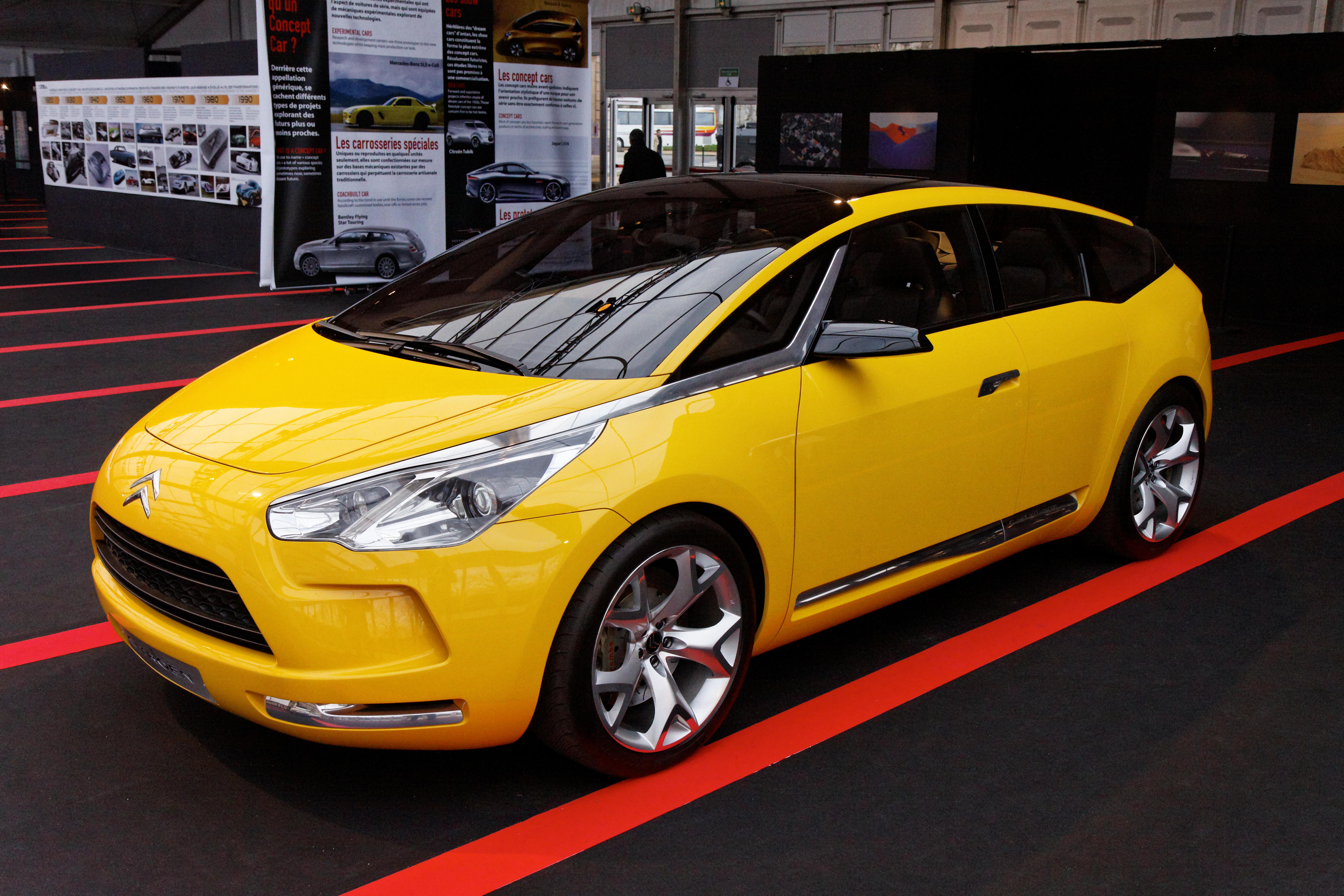
C-Sportlounge

La Citroën C-Sportlounge n’est pas un concept de la marque DS Automobiles mais un concept Citroën. Toutefois, elle servira de base de réflexion pour définir les grandes lignes du design de celle qui deviendra 6 ans plus tard la DS5.
Présentée au salon de l'automobile de Francfort en septembre 2005, dans une teinte jaune et chaussée de jantes en 20 pouces, c’est un Grand Tourer 2+2 (grand monospace sportif) équipé de portes antagonistes.

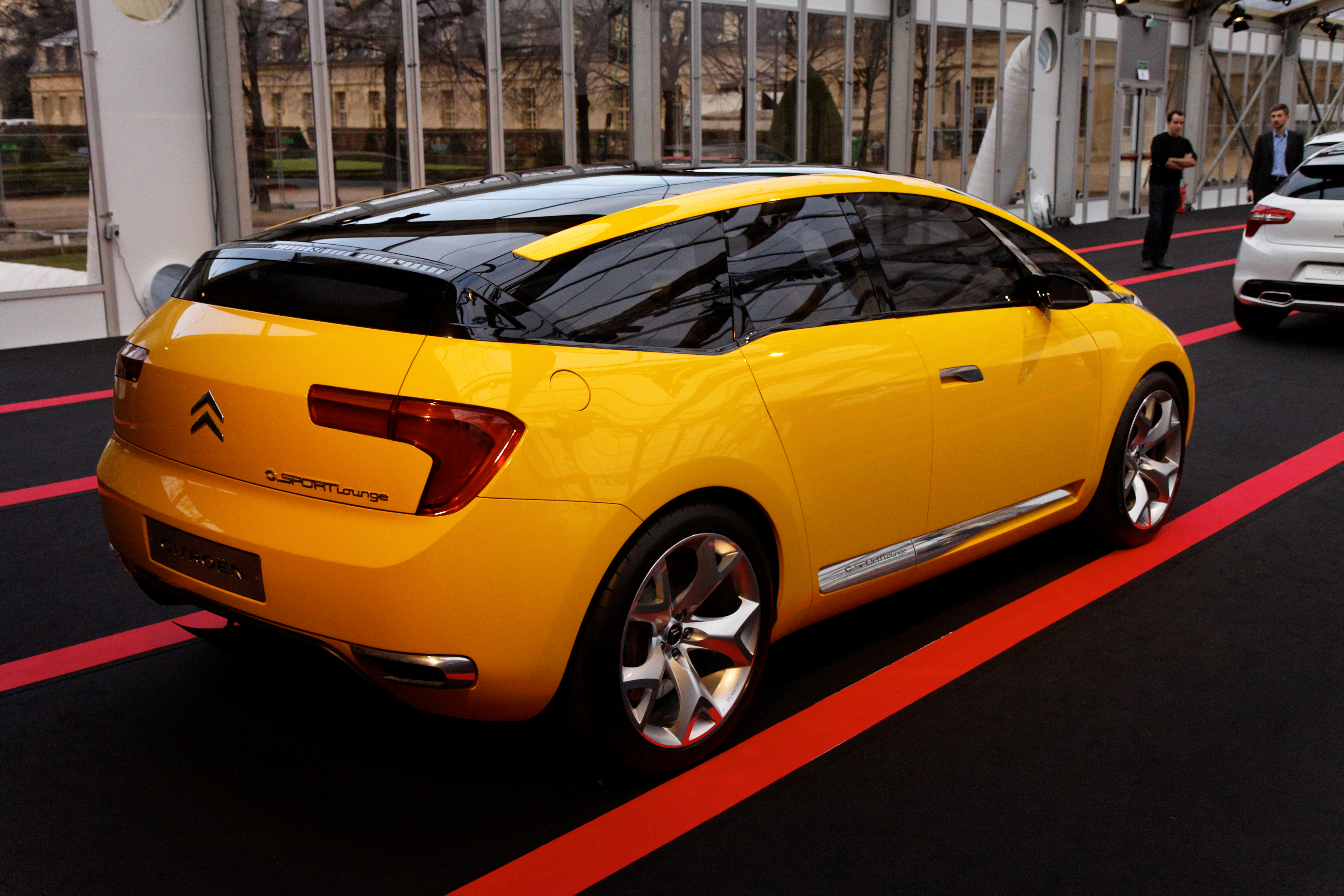
C-Sportlounge

La C-Sportlounge possède des baguettes chromées qui vont des projecteurs jusqu’aux montants des portières avant, qui représenteront la signature stylistique de la DS5, en plus de son habitacle inspiré de l’aviation.
La C-Sportlounge est motorisée par un quatre-cylindres de deux litres de cylindrée, délivrant 200 chevaux. Elle affiche un coefficient de pénétration dans l’air particulièrement bas (Cx 0,26), une préoccupation quelque peu tombée en désuétude auprès des constructeurs qui en avaient fait un argument publicitaire dans les années 1980. Trente ans après la sortie de la mythique DS.

### Citroën DS Inside (2009)

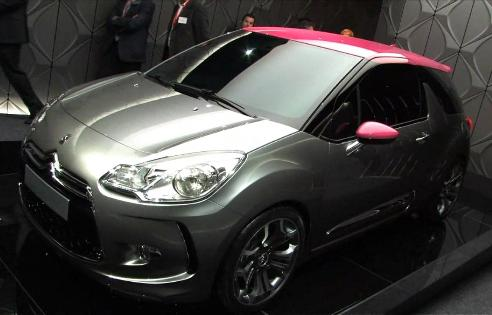
DS Inside

Dévoilée à la presse en février 2009 dans un cinéma des Champs-Élysées à Paris, dans une teinte grise et un toit recouvert de cuir tramé DS (à l’époque, il était possible d’opter pour un revêtement synthétique en imitation cuir pour la partie supérieure d’une certaine…DS), puis exposée dans une nouvelle livrée (robe grise métallisée avec un toit et des rétroviseurs roses) au Salon de Genève, la Citroën DS Inside représente à 95 % la DS 3 qui sera le premier modèle de la Ligne DS au sein de la gamme Citroën.
La Citroën DS Inside est équipée de jantes 18 pouces et reçoit le moteur 1.6 THP de 150 ch qui motorisera la DS 3 et sa concurrente directe la Mini Cooper S. La singularité stylistique de la DS Inside, que l’on retrouve sur la DS 3, est son « aileron de requin », situé entre les vitres avant et arrière au niveau du montant central, qui remonte à mi-hauteur des vitres et donne l’illusion d’un pavillon flottant à la voiture. Citroën DS Inside fait découvrir un nouvel habillage intérieur pour les sièges nommé « bracelet de montre », en cuir dans une teinte dégradée qui va du blanc pour les appuis-tête au noir pour l’assise, que l’on retrouvera sur toute la marque DS.

### Citroën DS High Rider Concept (2010)

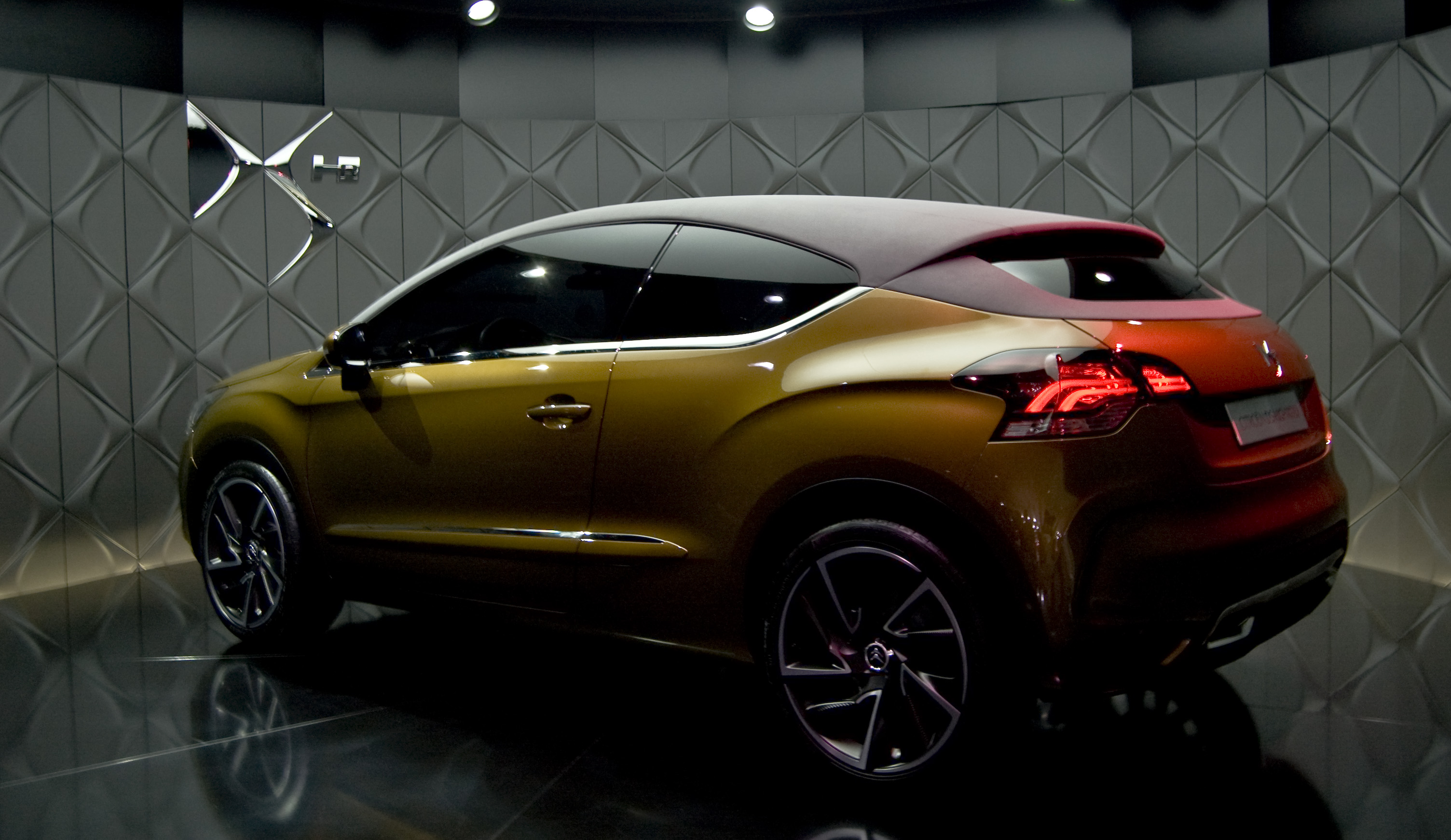
DS High Rider Concept

La Citroën DS High Rider Concept est exposée au salon de Genève 2010. Elle reçoit une motorisation hybride, dotée d'un bloc thermique diesel HDi FAP couplé à un moteur électrique implanté au niveau du train arrière. C’est un crossover trois-portes de 4,26 m, doté d’une garde au sol rehaussée (1,48 m de hauteur, 1,82 m de large), de roues de 19 pouces et de passages de roues musclés, qui préfigure la DS4 (qui sera finalement une cinq-portes pour la version de série). Elle se singularise par un pare-brise qui se termine au milieu du toit (nommé VisioDrive) offrant plus de luminosité dans l’habitacle, une teinte spécifique, un toit en toile, et des feux de jour différents de la DS4 de série. On y retrouve les fameux sièges "bracelet de montre" en cuir brun foncé siglés DS semblables à ceux de la DS Inside.

### Citroën DS Numéro 9 (2012)

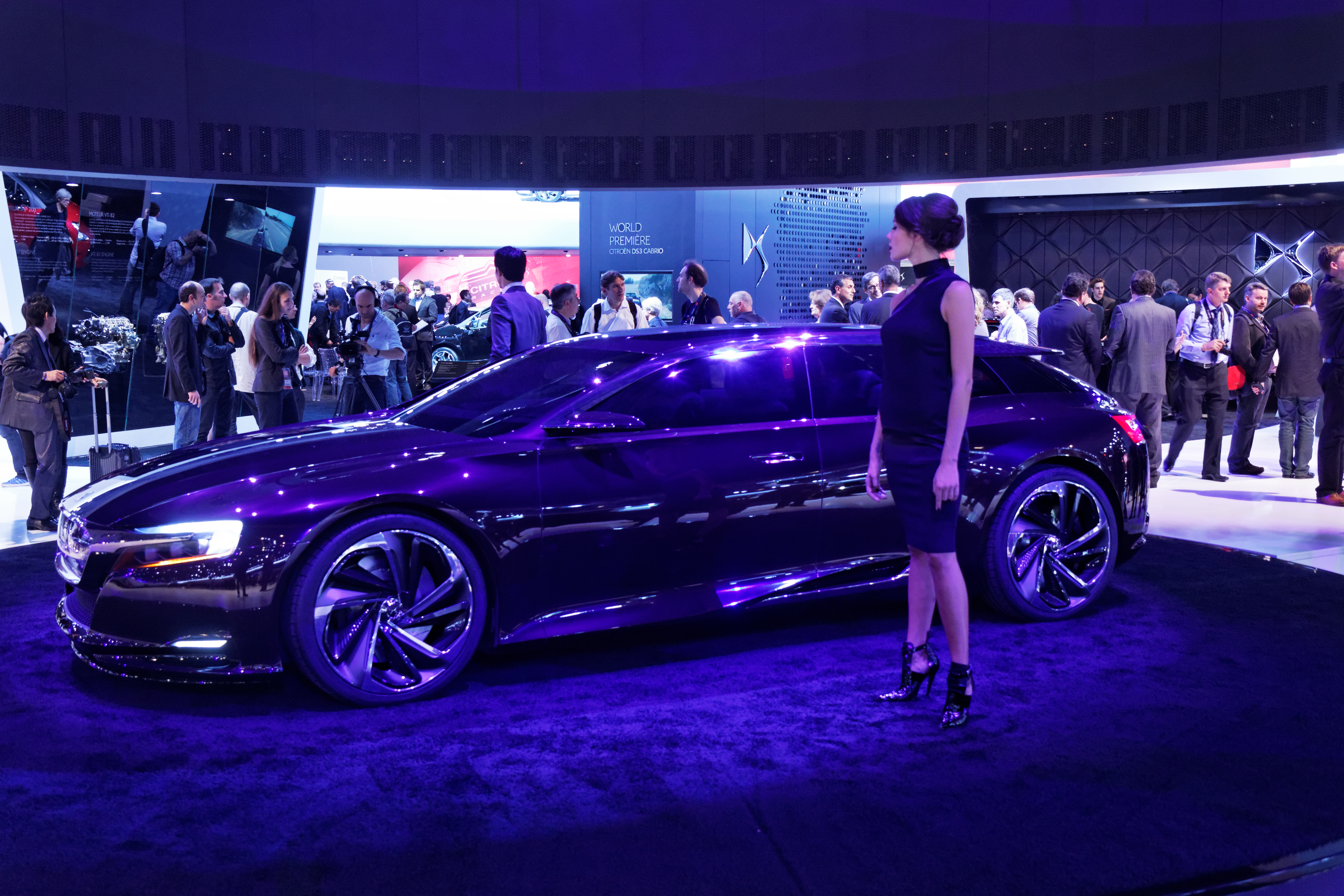
DS Numéro 9

La Citroën DS Numéro 9 est une très grande berline bicorps (4,93 m de long, 1,94 m de large et 1,27 m de haut) qui a fait ses premiers tours de roues dans Paris pour un shooting photo avant d’être exposée au salon de Pékin en 2012. C’est une hybride essence rechargeable sur secteur (en 3 h 30) au contraire de l’Hybrid4 qui est un combiné diesel-électrique non rechargeable. Elle est motorisée par un bloc essence 1.6 THP de 225 ch qui entraîne les roues avant associé à un bloc électrique de 70 ch pour les roues arrière autorisant une autonomie de 50 km en électrique, et elle est équipée de la suspension hydractive chère à Citroën. Elle préfigure le futur de la marque DS et doit annoncer les codes stylistiques de trois modèles (DS berline, DS 6, DS 9).
Une baguette chromée parcourt le pavillon flottant sur lequel apparaît la trame DS Automobiles en filigrane, et elle arbore une nouvelle calandre au relief tridimensionnel prononcé dont les extrémités se fondent dans les projecteurs.

### Citroën DS4 Racing Concept (2012)

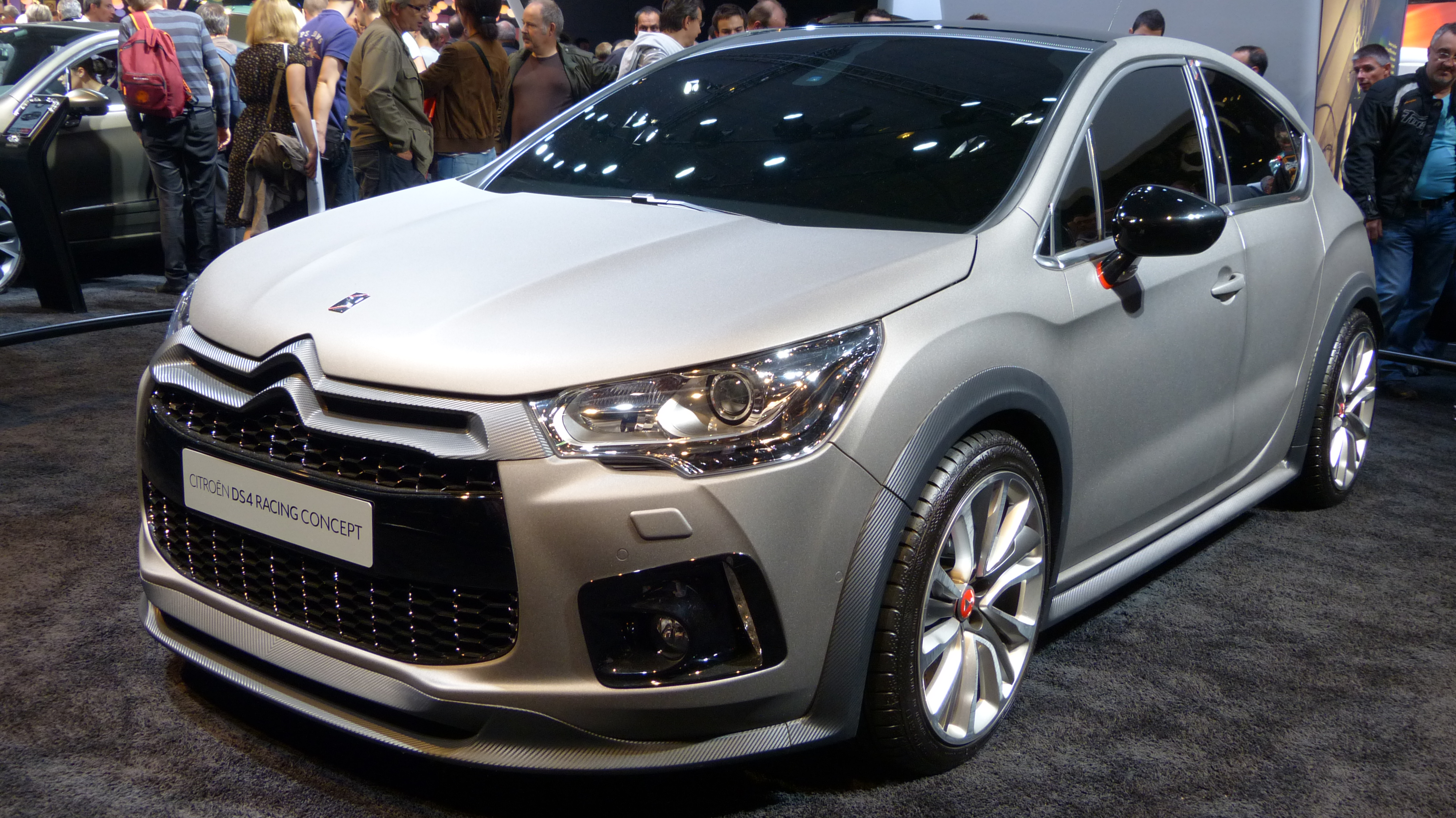
DS4 Racing Concept

La Citroën DS4 Racing Concept est présentée au salon de Genève 2012 dans une livrée gris mat à effet texturé, une première mondiale. Elle arbore un châssis rabaissé de 35 mm par rapport à la version de série de la DS4, des voies élargies de 55 mm à l’avant et de 75 mm à l’arrière et chaussée de pneumatiques de 19 pouces. Sa motorisation, un quatre-cylindres 1,6 litre turbo développant 256 ch, a été mise au point par Citroën Racing, le département sport de Citroën.

### Citroën DS3 Electrum (2012)

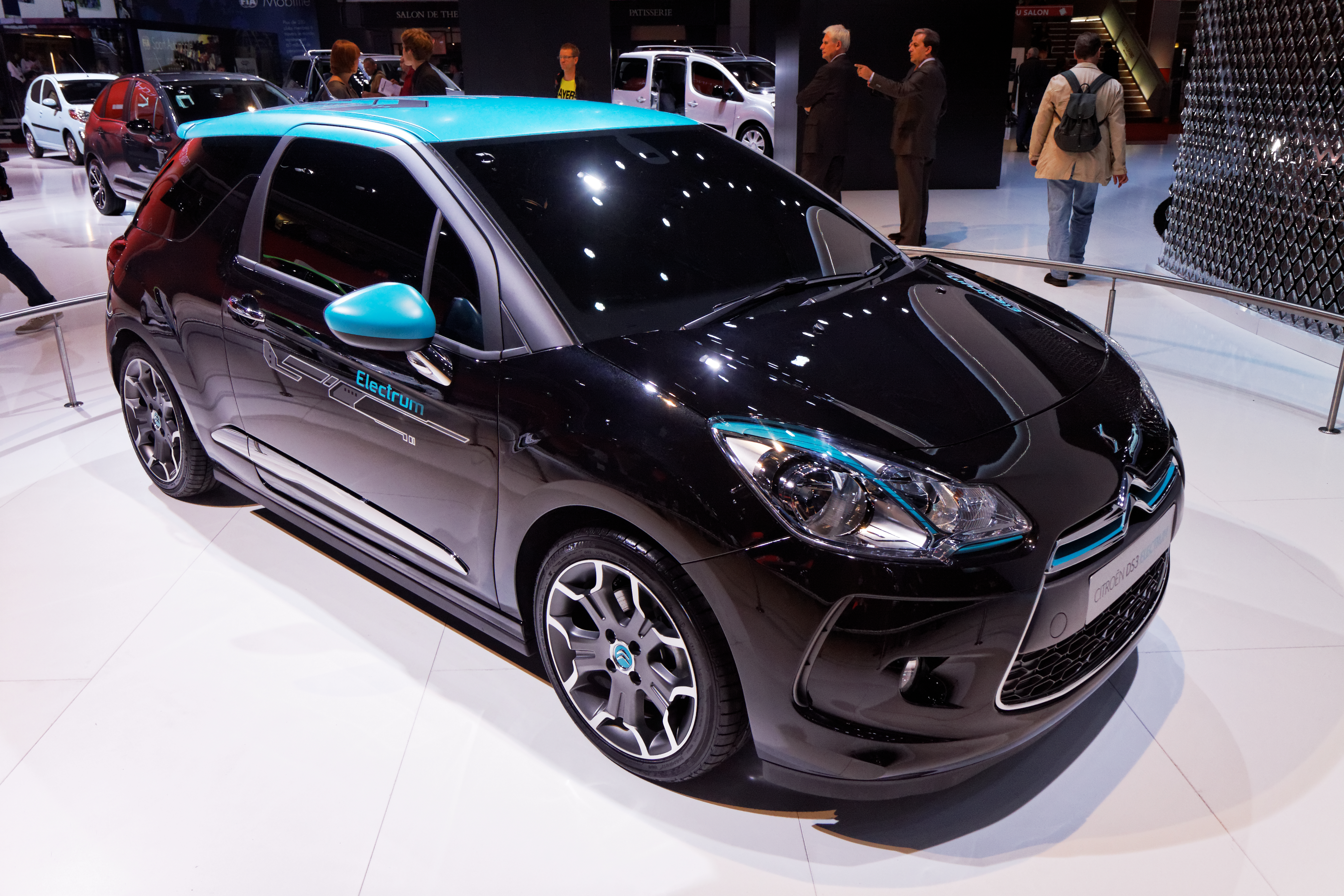
DS3 Electrum

La Citroën DS3 Electrum est la version électrifiée de la DS3, présentée au Mondial de l'automobile de Paris 2012. Elle fait appel à deux moteurs (un pour chaque roue avant), pour un total de 130 kW (177 ch). La batterie lithium-ion est d'une capacité de 17,5 kWh placée sous le plancher. Elle a été développée en commun avec une université japonaise et n’a aucun avenir commercial dans l’état. Elle annonce simplement la possible arrivée d'une version électrique dans la gamme DS (qui se concrétisera avec le DS 3 Crossback e-tense en 2019).

### Citroën DS3 Cabrio Racing Concept (2013)
Présentée au festival de Goodwood 2013 (Royaume-Uni) dans une robe gris mat « Moondark » agrémentée d’une bande verticale sur les portes de couleur carmin, la DS3 Cabrio Racing Concept est exposée au salon de Francfort du 10 au 22 septembre 2013. Elle préfigure le modèle de série éponyme DS3 Cabrio Racing présentée le 17 décembre 2013, avant sa commercialisation le 2 janvier 2014 en série limitée à 100 exemplaires, motorisée par le 1.6 THP de 207 ch (5 ch de plus que la DS3 Racing). Sur le concept, Citroën en a profité pour dévoiler une nouvelle version de ses sièges Club Habana dits « bracelet de montre », cette fois en trois matières au lieu de deux, à savoir le cuir Nappa, le cuir embossé de trame DS et la nouveauté : l’Alcantara. Ils reçoivent de plus des surpiqûres carmin qui agrémentent aussi la planche de bord et le levier de vitesse, et on retrouve cette couleur sur les étriers de freins, les stickers, le bandeau de planche de bord ou encore les coques de siège, alors que sa sœur DS3 Racing fait appel à la couleur orange pour sa personnalisation. La DS3 Cabrio Racing reçoit des jantes de 19 pouces noires brillantes ainsi que des inserts « Black Chromes » sur la carrosserie, et l'ensemble ne pèse que 25 kg de plus que la berline.

### DS Wild Rubis (2013)

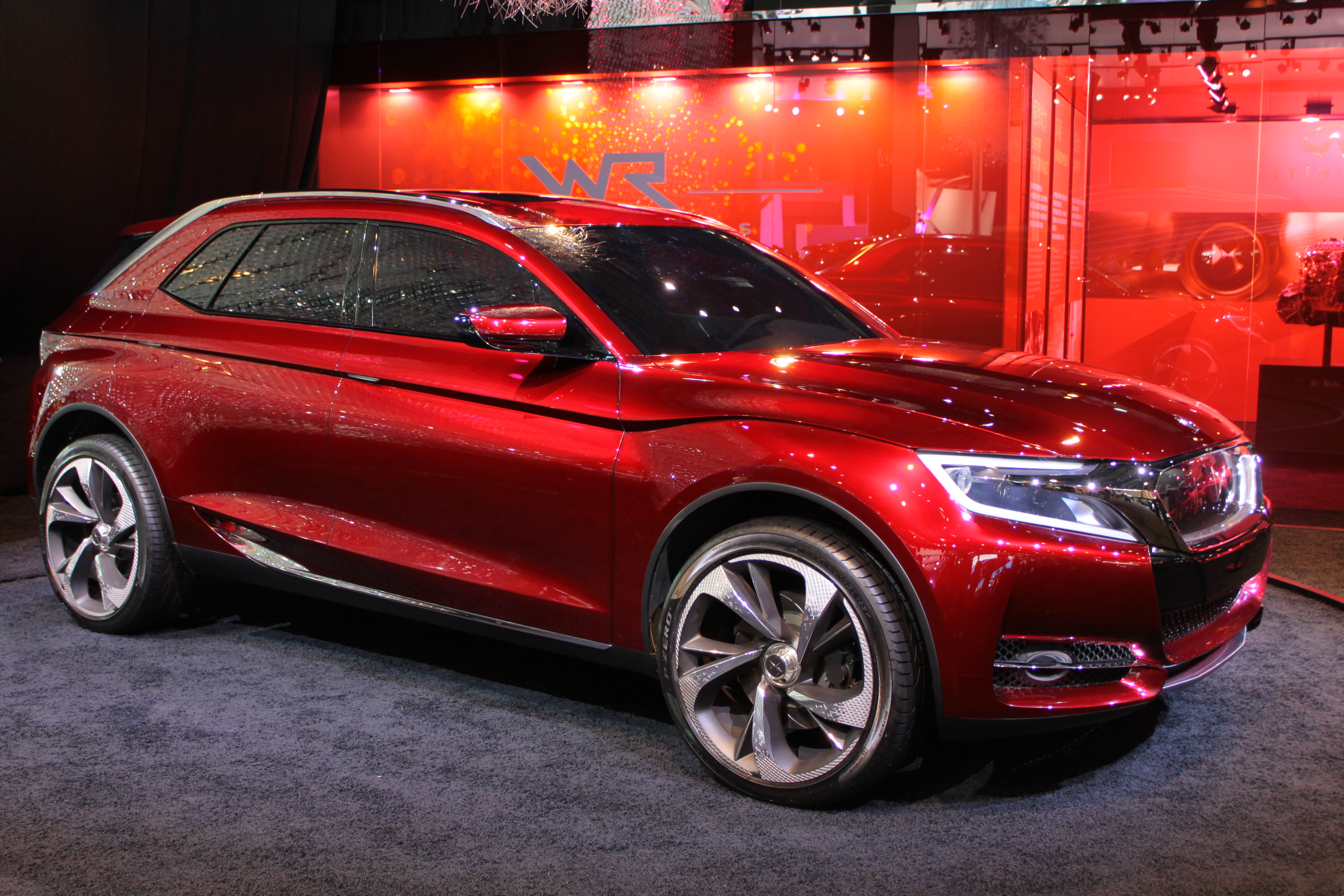
DS Wild Rubis

La DS Wild Rubis est révélée le 11 avril 2013 en ligne, puis physiquement au salon automobile de Shanghai quelques jours plus tard. C'est le premier concept à recevoir un logo DS sur sa calandre, sans plus aucun signe distinctif le liant à Citroën. En outre, il est présenté sur son propre stand, indépendant de Citroën, comme toute autre marque exposée sur le salon automobile de Shanghai. Ainsi, après la DS Inside, qui annonçait la "Ligne DS" au sein de Citroën, le DS Wild Rubis symbolise la première étape de la naissance de la marque DS.
Préfigurant la DS 6, la DS Wild Rubis (Rubis sauvage) se présente comme un SUV de 4,70 m de long, 1,95 m de large et 1,59 m de haut. Elle reçoit une teinte de carrosserie rouge rubis, dont les reflets varient avec la lumière, et reprend les codes stylistiques annoncés sur la Numéro 9. On retrouve en particulier la calandre « DS Wings » qui s'étend sur les phares, et dont le logo, désormais DS, se cache sous une vitre, comme un nouveau clin d'œil à la mythique Citroën SM. La Wild Rubis est équipée d'une motorisation Full Hybrid Plug-in, évolution rechargeable sur une prise de courant de l'HYbrid4 Diesel-électrique.

### DS Divine (2014)

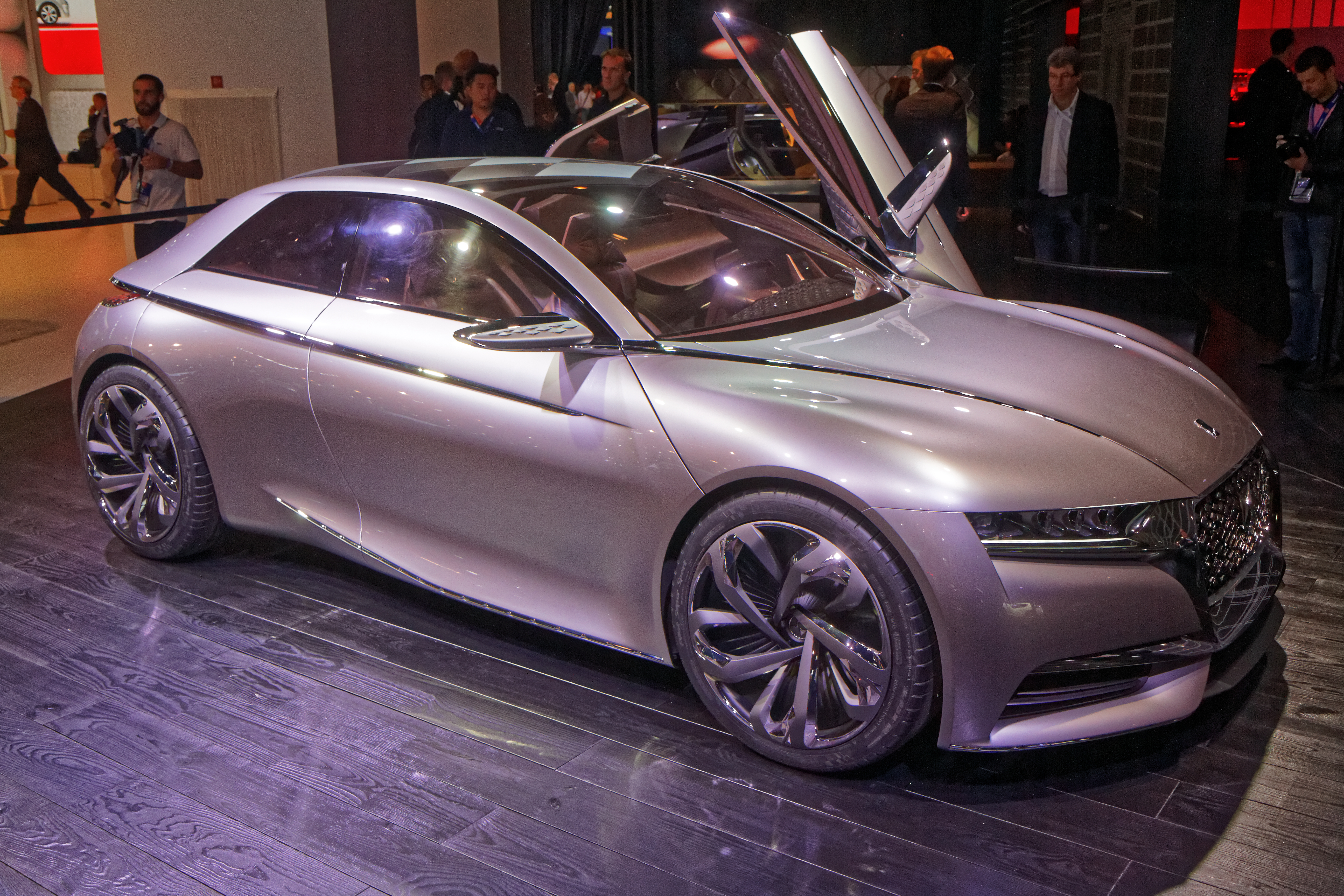
DS Divine

Dévoilé au concours d’élégance de Chantilly le 7 septembre 2014, puis le mois suivant au Mondial de Paris, le concept Divine DS est le premier depuis l'accession de DS au rang de marque indépendante le 1er juin de la même année. Yves Bonnefont, le directeur général, en fait « l’essence même de ce qu’est et sera DS ».
La Divine s'affiche comme une berline compacte de 4,21 m de long pour 1,98 m de large, munie de quatre portes en élytre à ouverture antagoniste. Elle est fortement marquée par diverses collaborations entre DS et d'enseignes de luxe : on y trouve des cristaux Swarovski incrustés dans les broderies et les LED des phares, des sièges habillés de cuir tanné par Seton (en), et un satin de soie brodé de perles et de cristaux réalisé par la maison de couture Lesage.
La Divine est animée par le moteur 1,6 L THP développant 270 ch. Elle préfigurerait la prochaine génération de DS 4, basée sur la plateforme technique EMP2,.

### DS 5LS R Concept (2014)
Présentée au salon de Pékin le 20 avril 2014, la Citroën DS 5LS R Concept est une version Racing de la DS 5LS chinoise, motorisée par le 1.6 THP délivrant une puissance de 300 ch et un couple de 400 N m, soit 30 ch et 70 N m de plus que sa cousine Peugeot RCZ R basée sur le même châssis. Le châssis de la DS5 LS R concept est rabaissé de 15 mm et le train avant est élargi. Elle est équipée d'un kit carrosserie soulignant les boucliers et les bas de caisse, et d'un diffuseur à l’arrière. Elle reçoit la même teinte de carrosserie que le Wild Rubis de 2013, le rouge carmin mais avec une finition mate.

### DS E-Tense (2016)

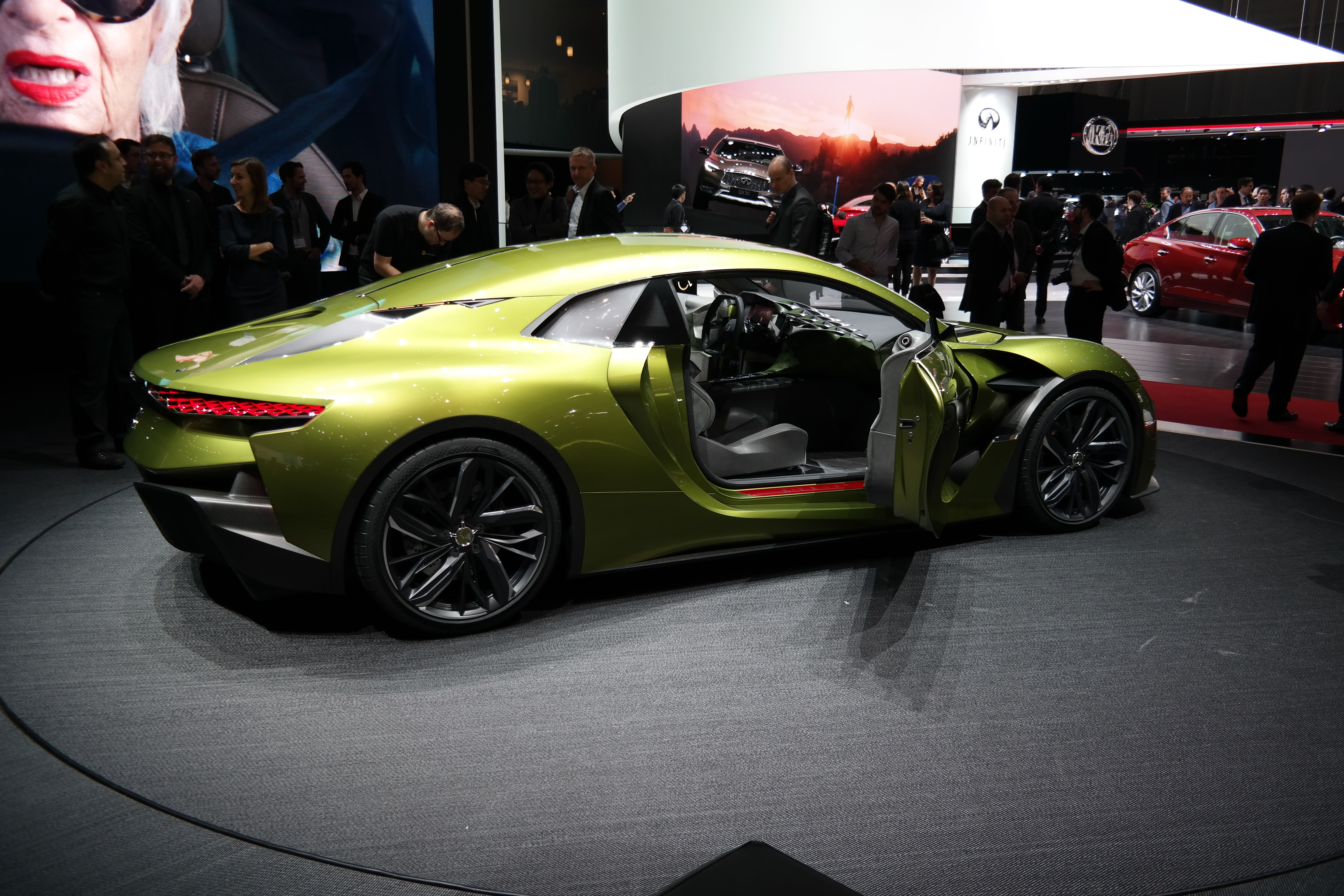
Salon international de l'automobile de Genève 2016

La DS E-Tense est un concept car de sportive électrique présentée au salon de Genève 2016. Elle se veut une « vision technologique et stylistique » des prochaines voitures de la marque, et fait suite à son engagement en Formule E, ainsi qu'à un partenariat entre PSA, Hydro-Québec, la province de Québec et Exagon Motors. Cet accord apporte à l'E-Tense l'essentiel de sa base technique, puisqu'elle dérive de celle de l'Exagon Furtive e-GT.
Le style de l'E-Tense, extérieur comme intérieur, a été élaboré grâce aux techniques de l'impression 3D et du design paramétrique. Ce dernier, issu de l'architecture, consiste à modéliser numériquement des formes complexes, en jouant sur une multitude de paramètres.
Avec l'E-Tense, DS Automobiles étend par ailleurs sa collaboration avec d'autres marques prestigieuses entamé sur le concept Divine : le véhicule est équipé d'une mallette de pilote conçue avec la maison Moynat, d'une montre manufacturée par BRM Chronographes, ou encore d'un équipement audio développé avec Focal JMlab.

### DS X E-Tense (2018)

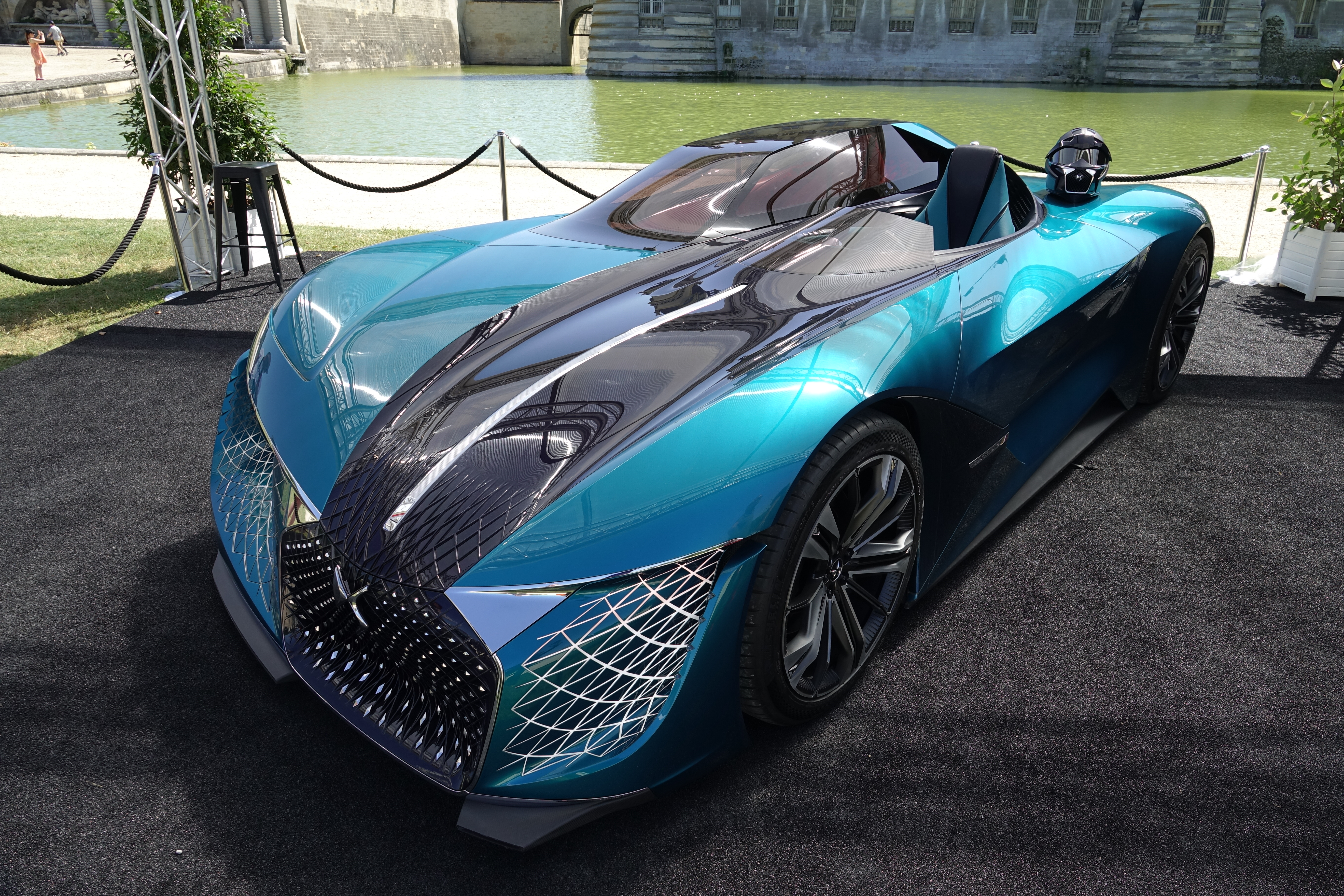
DS X E-Tense au Chantilly Arts & Elegance Richard Mille 2019

La DS X E-Tense est un concept car de monoplace sportive présentée au salon automobile de Pékin 2018, à motorisation électrique. La X E-Tense possède une carrosserie asymétrique avec une calandre décalée sur le côté gauche, et possède deux places avec une ouverture de porte en élytre côté conducteur et une ouverture papillon côté passager.

### DS Code X (2017)
La DS Code X est un concept car, plus précisément une étude de style interne au constructeur de 2017, présenté le 21 mars 2019 au DS World Paris lors de l'exposition baptisée « Confidence ». La Code X est un SUV de taille supérieure de 30 cm au DS 7 Crossback, comportant un livrée noire et blanche, avec une ligne épurée et étirée vers l'arrière du véhicule.

### DS Aero Sport Lounge (2020)

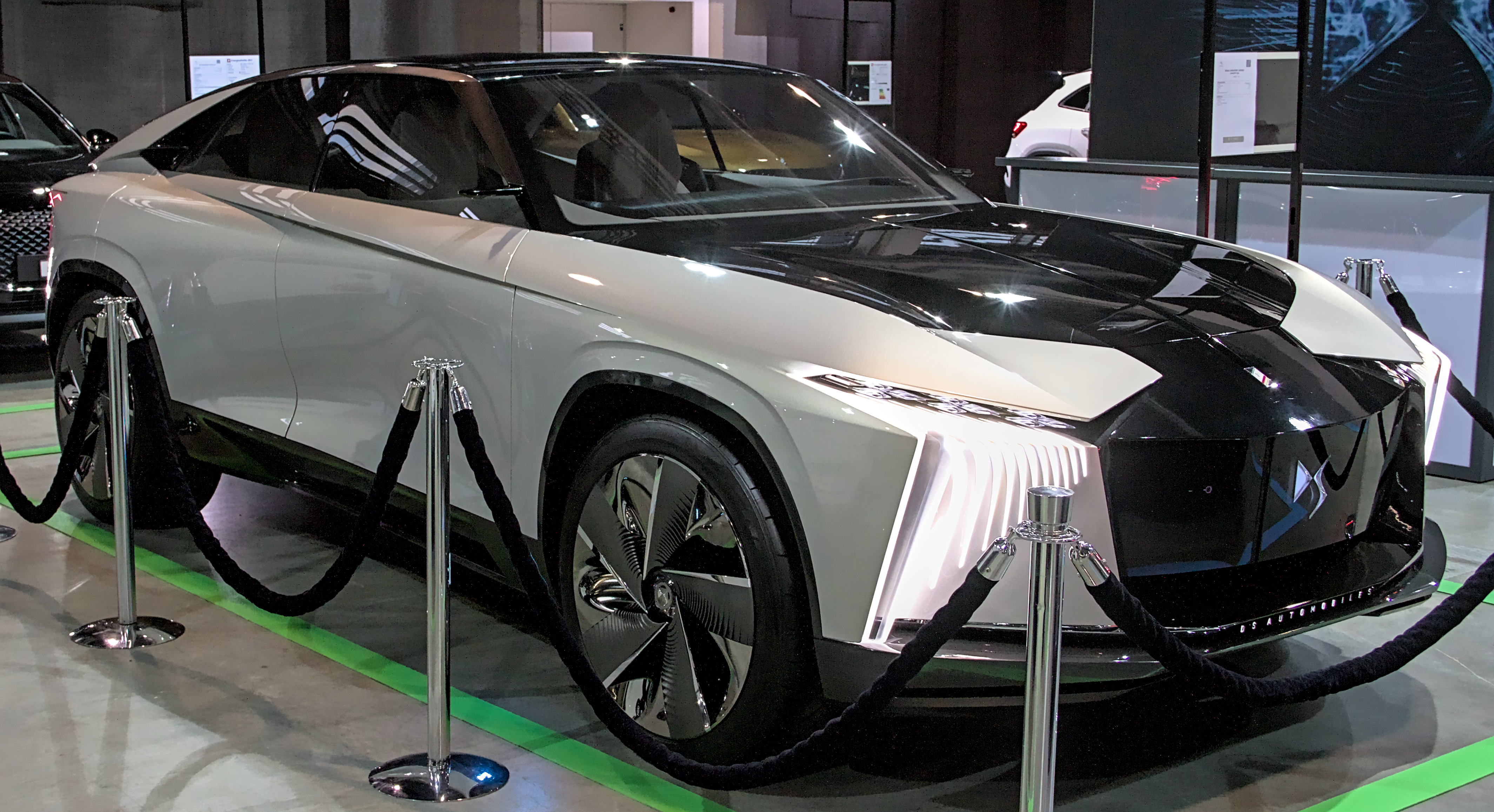
DS Aero Sport Lounge

Le concept Aero Sport Lounge devait être présenté au salon international de l'automobile de Genève 2020 mais celui-ci a été annulé en raison de l'épidémie de coronavirus COVID-19.
L'Aero Sport Lounge est selon le directeur général de la marque Yves Bonnefont : « une nouvelle silhouette automobile entre les berlines et les SUV, appelé Aero Sport Lounge, un SUV de nouvelle génération ». Reprenant le nom du concept C-Sportlounge de 2005, il aurait pu préfigurer une DS 5 de seconde génération mais il inspire plutôt la DS Nº8.
Le DS Aero Sport Lounge de 5 mètres de long et 2 mètres de large est doté d'une motorisation 100 % électrique de 500 kW (680 ch) associée à une batterie de 110 kWh. Il est équipé de rétroviseurs caméras et d'écrans dans la calandre de chaque côté d'un immense logo DS. Le concept revêt une teinte grise avec une lignée noire de la calandre jusqu'au pavillon plongeant à l'arrière.
Le concept DS Aero Sport Lounge reçoit le Grand prix plus beau concept car de l'année 2021 au Festival automobile international.

### DS E-Tense Performance (2022)
La DS E-Tense Performance est un coupé électrique présenté le 7 février 2022, qui reprend la technologie des monoplaces de Formule E.
Il est équipé d'un moteur électrique sur chaque essieu, 250 kW à l'avant et 350 kW à l'arrière, pour une puissance cumulée de 815 ch (600 kW) et 8 000 N m de couple.

### DS SM Tribute concept (2024)

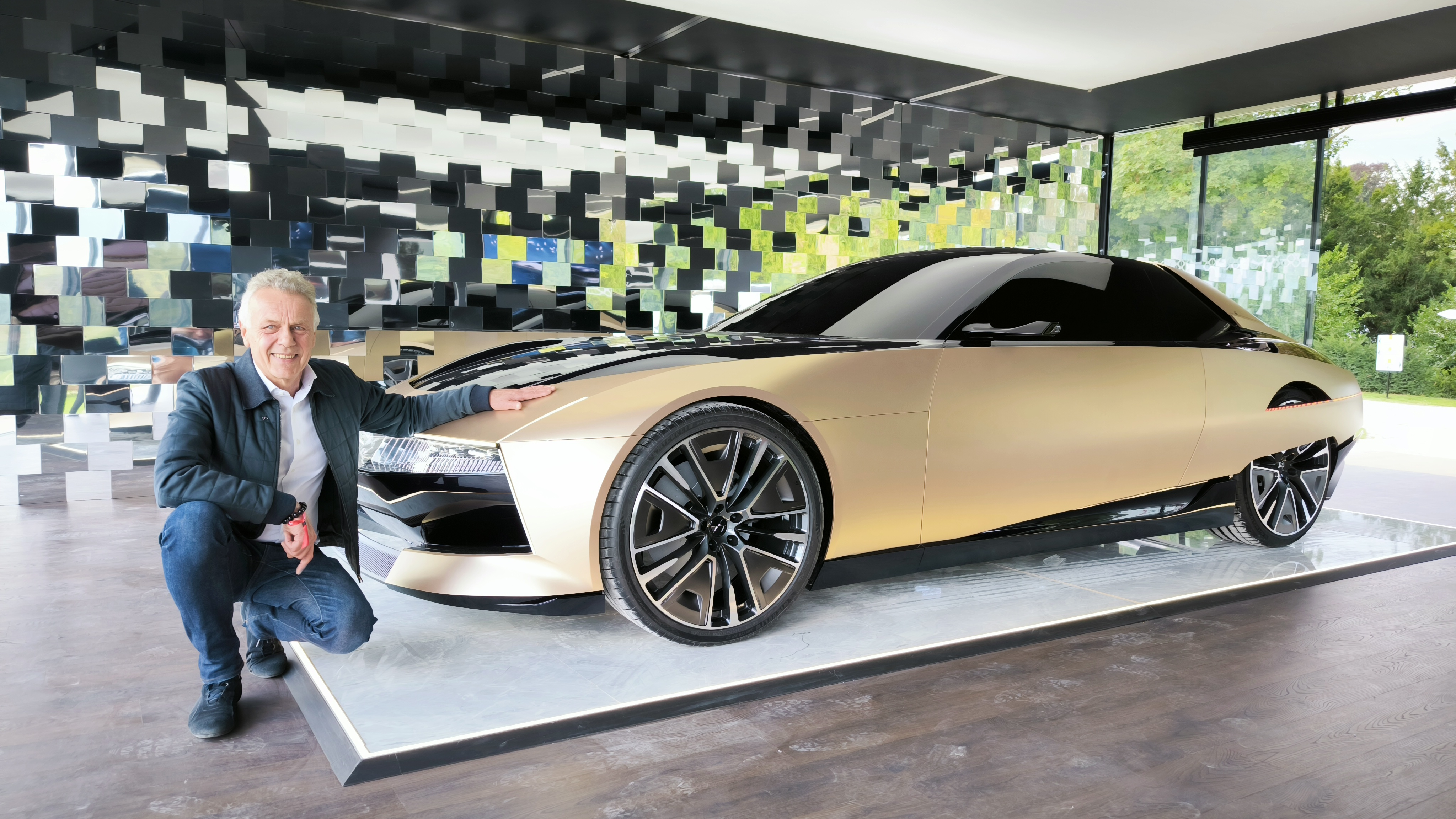
Thierry Métroz devant la DS SM Tribute Concept

À l'occasion de la 7e édition du concours d'élégance de Chantilly et pour fêter ses dix ans, DS présente le concept car DS SM Tribute, réinterprétation moderne de la Citroën SM.

## Formule E

### DS Virgin Racing (2015-2018)

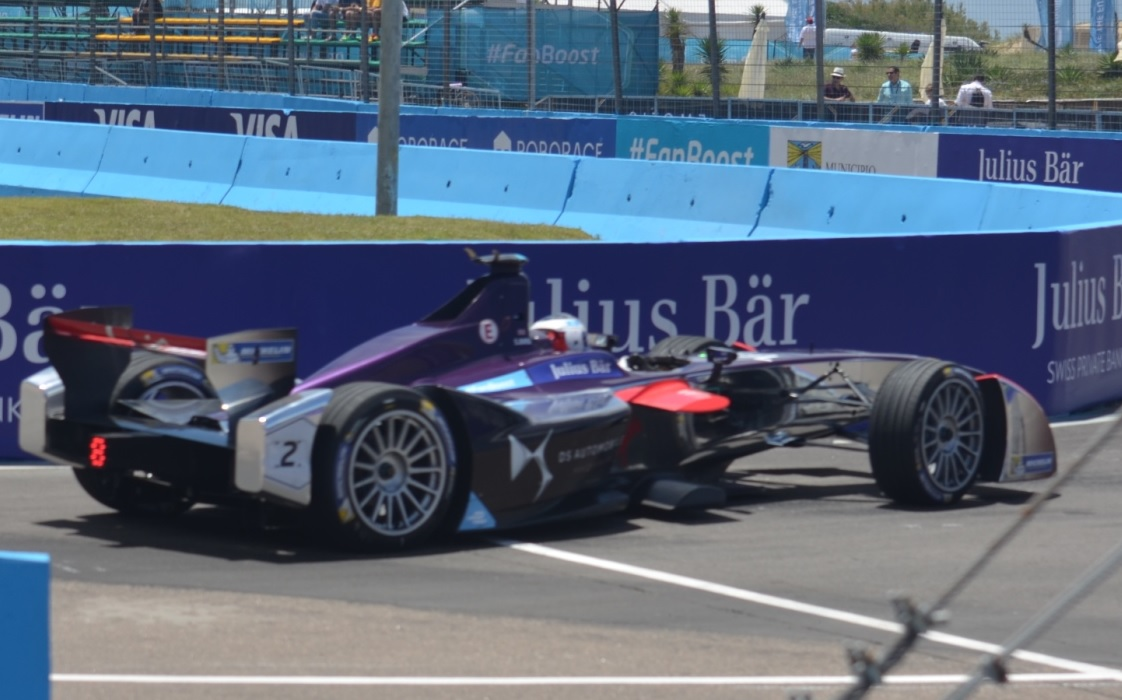
Prototype Spark-Citroën Virgin Racing DSV-01

Depuis 2015, DS Automobiles est engagé dans le championnat de Formule E FIA, la compétition de monoplaces entièrement électriques, avec l'écurie britannique DS Virgin Racing.
Les pilotes pour la saison 2015-2016 sont le Britannique Sam Bird et le Français Jean-Éric Vergne, tous deux présents lors de la saison précédente.
Les pilotes de la saison 2016-2017 sont l'anglais Sam Bird et l'argentin José María López.

### DS Techeetah Formula E Team (2018-2022)
En 2018, DS Automobiles quitte Virgin Racing pour s’engager avec Techeetah qui devient DS Techeetah.
Lors de la saison 2018-2019, l’équipe est engagée avec le français Jean-Éric Vergne et l’Allemand André Lotterer. Après un début difficile, Jean-Éric Vergne remporte le championnat avec 139 points. Avec la huitième place de André Lotterer, l’équipe finit première du classement des écuries avec 222 points. DS Techeetah remporte ainsi le titre pilote et le titre constructeur.

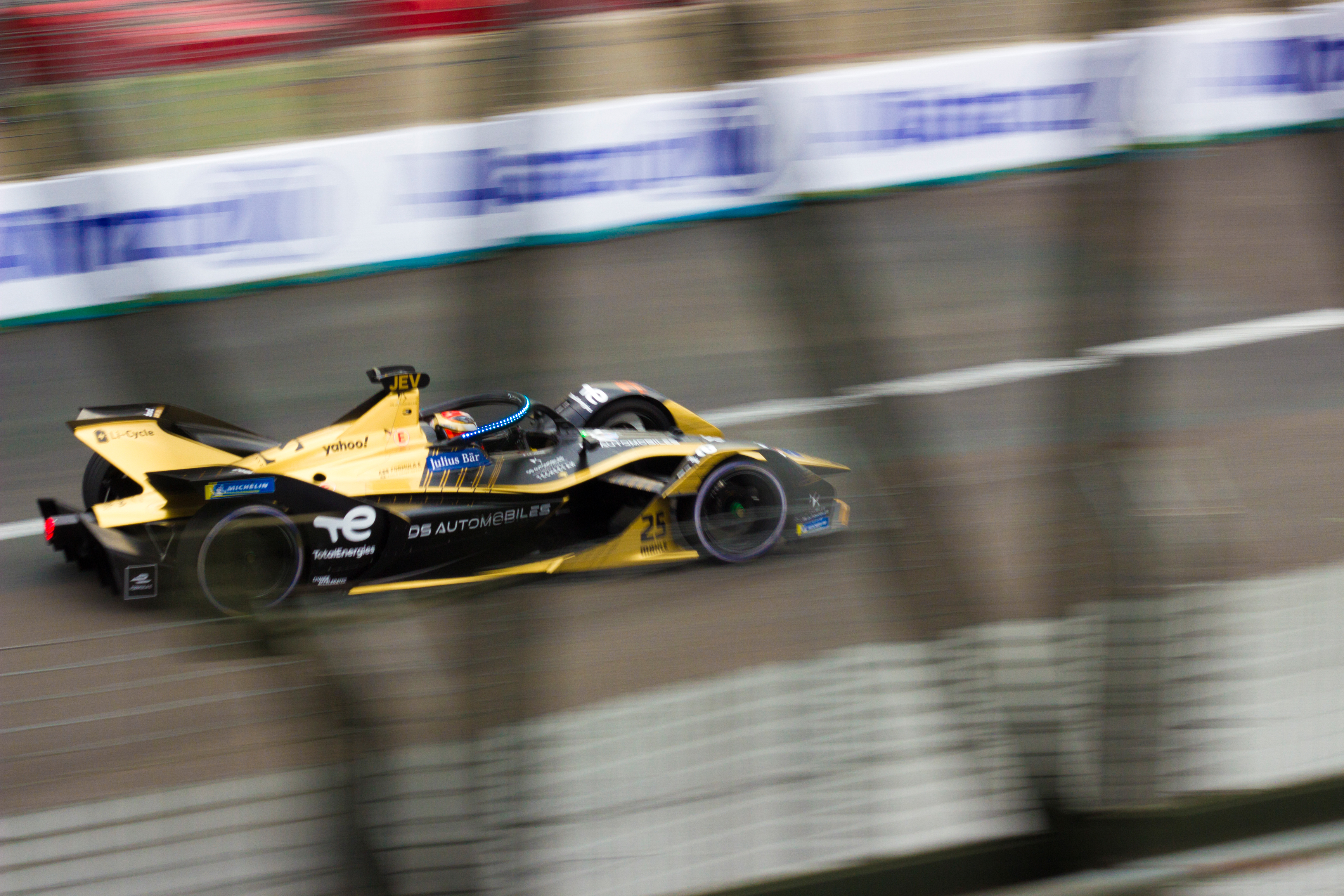
Jean-Éric Vergne lors de l'étape de Mexico City le 12 février 2022

Pour la saison 2019-2020, André Lotterer quitte l’écurie. Il est remplacé par António Félix da Costa qui va remporter trois e-Prix (Marrakech, Berlin I et Berlin II). Il remporte le championnat avec 158 points devant Stoffel Vandoorne qui finit deuxième (avec 87 points). Jean-Eric Vergne finira lui troisième du championnat avec 86 points, faisant une nouvelle fois l’écurie vainqueur au classement constructeur.

### DS Performance
DS lance son département sportif DS Performance dirigé à partir du 21 août 2015 par Yves Matton, ancien dirigeant de Citroën Racing.
Le 1er janvier 2016, Xavier Mestelan-Pinon, ancien directeur adjoint de Citroën Racing aux côtés d'Yves Matton, prend les commandes de la division DS Performance qui s'installe au Centre d'Excellence Sports Automobiles basée à Versailles Satory, à proximité des locaux regroupant les entités sportives des trois marques françaises du Groupe PSA : Peugeot Sport, Citroën Racing et DS Performance.

## Économie
- Pour l'année 2013, la DS3 se classe 20e véhicule le plus vendu en France (23 484 exemplaires), la DS 4 39e (11 740 exemplaires) et la DS 5 58e (8 365 exemplaires)[114].
- En septembre 2013, les ventes s'établissent à 370 000 véhicules dans le monde.
- En 2011, la Ligne DS dégage des marges supérieures à celles que Citroën enregistre habituellement sur ses produits [réf. nécessaire].: « Le prix moyen d'une Citroën s'est établi à 19 000 euros. C'est plus de 200 euros de mieux qu'en 2010 ! », d'après Frédéric Banzet[115], directeur général de Citroën.
- 60 % des acheteurs de la Ligne DS sont de nouveaux clients Citroën[Quand ?][Où ?][réf. nécessaire].
- 20 % des commandes de véhicules particuliers Citroën en Europe sont des DS[Quand ?][Où ?][réf. nécessaire].

### Chiffres de ventes
| Année | Ventes mondiales du constructeur DS Automobiles | Ventes mondiales du constructeur DS Automobiles | Ventes mondiales du constructeur DS Automobiles | Ventes mondiales du constructeur DS Automobiles | Ventes mondiales du constructeur DS Automobiles | Ventes mondiales du constructeur DS Automobiles | Ventes mondiales du constructeur DS Automobiles | Ventes mondiales du constructeur DS Automobiles | Ventes mondiales du constructeur DS Automobiles | Ventes mondiales du constructeur DS Automobiles | Ventes mondiales du constructeur DS Automobiles | Ventes mondiales du constructeur DS Automobiles | Ventes mondiales du constructeur DS Automobiles | Ventes mondiales du constructeur DS Automobiles | Ventes mondiales du constructeur DS Automobiles | Ventes mondiales du constructeur DS Automobiles | Ventes mondiales du constructeur DS Automobiles | Ventes mondiales du constructeur DS Automobiles | Ventes mondiales du constructeur DS Automobiles | Ventes mondiales du constructeur DS Automobiles | Ventes mondiales du constructeur DS Automobiles | Ventes mondiales du constructeur DS Automobiles | Ventes mondiales du constructeur DS Automobiles | Ventes mondiales du constructeur DS Automobiles | Ventes mondiales du constructeur DS Automobiles | Ventes mondiales du constructeur DS Automobiles | Ventes mondiales du constructeur DS Automobiles | Ventes mondiales du constructeur DS Automobiles | Ventes mondiales du constructeur DS Automobiles | Ventes mondiales du constructeur DS Automobiles | Ventes mondiales du constructeur DS Automobiles | Ventes mondiales du constructeur DS Automobiles | Ventes mondiales du constructeur DS Automobiles | Ventes mondiales du constructeur DS Automobiles | Ventes mondiales du constructeur DS Automobiles | Ventes mondiales du constructeur DS Automobiles | Ventes mondiales du constructeur DS Automobiles | Ventes mondiales du constructeur DS Automobiles | Ventes mondiales du constructeur DS Automobiles | Ventes mondiales du constructeur DS Automobiles | Ventes mondiales du constructeur DS Automobiles | Ventes mondiales du constructeur DS Automobiles | Ventes mondiales du constructeur DS Automobiles | Ventes mondiales du constructeur DS Automobiles | Ventes mondiales du constructeur DS Automobiles | Ventes mondiales du constructeur DS Automobiles | Ventes mondiales du constructeur DS Automobiles | Ventes mondiales du constructeur DS Automobiles | Ventes mondiales du constructeur DS Automobiles | Ventes mondiales du constructeur DS Automobiles | Ventes mondiales du constructeur DS Automobiles | Ventes mondiales du constructeur DS Automobiles | Ventes mondiales du constructeur DS Automobiles | Ventes mondiales du constructeur DS Automobiles | Ventes mondiales du constructeur DS Automobiles | Ventes mondiales du constructeur DS Automobiles | Ventes mondiales du constructeur DS Automobiles | Ventes mondiales du constructeur DS Automobiles | Ventes mondiales du constructeur DS Automobiles | Ventes mondiales du constructeur DS Automobiles | Ventes mondiales du constructeur DS Automobiles | Ventes mondiales du constructeur DS Automobiles | Ventes mondiales du constructeur DS Automobiles | Ventes mondiales du constructeur DS Automobiles | Ventes mondiales du constructeur DS Automobiles | Ventes mondiales du constructeur DS Automobiles |
| Année |                                                 |                                                 |                                                 |                                                 |                                                 | 10 000                                          |                                                 |                                                 |                                                 |                                                 | 20 000                                          |                                                 |                                                 |                                                 |                                                 | 30 000                                          |                                                 |                                                 |                                                 |                                                 | 40 000                                          |                                                 |                                                 |                                                 |                                                 | 50 000                                          |                                                 |                                                 |                                                 |                                                 | 60 000                                          |                                                 |                                                 |                                                 |                                                 | 70 000                                          |                                                 |                                                 |                                                 |                                                 | 80 000                                          |                                                 |                                                 |                                                 |                                                 | 90 000                                          |                                                 |                                                 |                                                 |                                                 | 100 000                                         |                                                 |                                                 |                                                 |                                                 | 110 000                                         |                                                 |                                                 |                                                 |                                                 | 120 000                                         |                                                 |                                                 |                                                 |                                                 | 1 300 000                                       |
| ----- | ----------------------------------------------- | ----------------------------------------------- | ----------------------------------------------- | ----------------------------------------------- | ----------------------------------------------- | ----------------------------------------------- | ----------------------------------------------- | ----------------------------------------------- | ----------------------------------------------- | ----------------------------------------------- | ----------------------------------------------- | ----------------------------------------------- | ----------------------------------------------- | ----------------------------------------------- | ----------------------------------------------- | ----------------------------------------------- | ----------------------------------------------- | ----------------------------------------------- | ----------------------------------------------- | ----------------------------------------------- | ----------------------------------------------- | ----------------------------------------------- | ----------------------------------------------- | ----------------------------------------------- | ----------------------------------------------- | ----------------------------------------------- | ----------------------------------------------- | ----------------------------------------------- | ----------------------------------------------- | ----------------------------------------------- | ----------------------------------------------- | ----------------------------------------------- | ----------------------------------------------- | ----------------------------------------------- | ----------------------------------------------- | ----------------------------------------------- | ----------------------------------------------- | ----------------------------------------------- | ----------------------------------------------- | ----------------------------------------------- | ----------------------------------------------- | ----------------------------------------------- | ----------------------------------------------- | ----------------------------------------------- | ----------------------------------------------- | ----------------------------------------------- | ----------------------------------------------- | ----------------------------------------------- | ----------------------------------------------- | ----------------------------------------------- | ----------------------------------------------- | ----------------------------------------------- | ----------------------------------------------- | ----------------------------------------------- | ----------------------------------------------- | ----------------------------------------------- | ----------------------------------------------- | ----------------------------------------------- | ----------------------------------------------- | ----------------------------------------------- | ----------------------------------------------- | ----------------------------------------------- | ----------------------------------------------- | ----------------------------------------------- | ----------------------------------------------- | ----------------------------------------------- |
| 2011  | 111 107                                         | 111 107                                         | 111 107                                         | 111 107                                         | 111 107                                         | 111 107                                         | 111 107                                         | 111 107                                         | 111 107                                         | 111 107                                         | 111 107                                         | 111 107                                         | 111 107                                         | 111 107                                         | 111 107                                         | 111 107                                         | 111 107                                         | 111 107                                         | 111 107                                         | 111 107                                         | 111 107                                         | 111 107                                         | 111 107                                         | 111 107                                         | 111 107                                         | 111 107                                         | 111 107                                         | 111 107                                         | 111 107                                         | 111 107                                         | 111 107                                         | 111 107                                         | 111 107                                         | 111 107                                         | 111 107                                         | 111 107                                         | 111 107                                         | 111 107                                         | 111 107                                         | 111 107                                         | 111 107                                         | 111 107                                         | 111 107                                         | 111 107                                         | 111 107                                         | 111 107                                         | 111 107                                         | 111 107                                         | 111 107                                         | 111 107                                         | 111 107                                         | 111 107                                         | 111 107                                         | 111 107                                         | 111 107                                         | 111 107                                         |                                                 |                                                 |                                                 |                                                 |                                                 |                                                 |                                                 |                                                 |                                                 |                                                 |
| 2012  | 129 212                                         | 129 212                                         | 129 212                                         | 129 212                                         | 129 212                                         | 129 212                                         | 129 212                                         | 129 212                                         | 129 212                                         | 129 212                                         | 129 212                                         | 129 212                                         | 129 212                                         | 129 212                                         | 129 212                                         | 129 212                                         | 129 212                                         | 129 212                                         | 129 212                                         | 129 212                                         | 129 212                                         | 129 212                                         | 129 212                                         | 129 212                                         | 129 212                                         | 129 212                                         | 129 212                                         | 129 212                                         | 129 212                                         | 129 212                                         | 129 212                                         | 129 212                                         | 129 212                                         | 129 212                                         | 129 212                                         | 129 212                                         | 129 212                                         | 129 212                                         | 129 212                                         | 129 212                                         | 129 212                                         | 129 212                                         | 129 212                                         | 129 212                                         | 129 212                                         | 129 212                                         | 129 212                                         | 129 212                                         | 129 212                                         | 129 212                                         | 129 212                                         | 129 212                                         | 129 212                                         | 129 212                                         | 129 212                                         | 129 212                                         | 129 212                                         | 129 212                                         | 129 212                                         | 129 212                                         | 129 212                                         | 129 212                                         | 129 212                                         | 129 212                                         | 129 212                                         |                                                 |
| 2013  | 122 694                                         | 122 694                                         | 122 694                                         | 122 694                                         | 122 694                                         | 122 694                                         | 122 694                                         | 122 694                                         | 122 694                                         | 122 694                                         | 122 694                                         | 122 694                                         | 122 694                                         | 122 694                                         | 122 694                                         | 122 694                                         | 122 694                                         | 122 694                                         | 122 694                                         | 122 694                                         | 122 694                                         | 122 694                                         | 122 694                                         | 122 694                                         | 122 694                                         | 122 694                                         | 122 694                                         | 122 694                                         | 122 694                                         | 122 694                                         | 122 694                                         | 122 694                                         | 122 694                                         | 122 694                                         | 122 694                                         | 122 694                                         | 122 694                                         | 122 694                                         | 122 694                                         | 122 694                                         | 122 694                                         | 122 694                                         | 122 694                                         | 122 694                                         | 122 694                                         | 122 694                                         | 122 694                                         | 122 694                                         | 122 694                                         | 122 694                                         | 122 694                                         | 122 694                                         | 122 694                                         | 122 694                                         | 122 694                                         | 122 694                                         | 122 694                                         | 122 694                                         | 122 694                                         | 122 694                                         | 122 694                                         | 122 694                                         |                                                 |                                                 |                                                 |                                                 |
| 2014  | 118 472                                         | 118 472                                         | 118 472                                         | 118 472                                         | 118 472                                         | 118 472                                         | 118 472                                         | 118 472                                         | 118 472                                         | 118 472                                         | 118 472                                         | 118 472                                         | 118 472                                         | 118 472                                         | 118 472                                         | 118 472                                         | 118 472                                         | 118 472                                         | 118 472                                         | 118 472                                         | 118 472                                         | 118 472                                         | 118 472                                         | 118 472                                         | 118 472                                         | 118 472                                         | 118 472                                         | 118 472                                         | 118 472                                         | 118 472                                         | 118 472                                         | 118 472                                         | 118 472                                         | 118 472                                         | 118 472                                         | 118 472                                         | 118 472                                         | 118 472                                         | 118 472                                         | 118 472                                         | 118 472                                         | 118 472                                         | 118 472                                         | 118 472                                         | 118 472                                         | 118 472                                         | 118 472                                         | 118 472                                         | 118 472                                         | 118 472                                         | 118 472                                         | 118 472                                         | 118 472                                         | 118 472                                         | 118 472                                         | 118 472                                         | 118 472                                         | 118 472                                         | 118 472                                         | 118 472                                         |                                                 |                                                 |                                                 |                                                 |                                                 |                                                 |
| 2015  | 102 335                                         | 102 335                                         | 102 335                                         | 102 335                                         | 102 335                                         | 102 335                                         | 102 335                                         | 102 335                                         | 102 335                                         | 102 335                                         | 102 335                                         | 102 335                                         | 102 335                                         | 102 335                                         | 102 335                                         | 102 335                                         | 102 335                                         | 102 335                                         | 102 335                                         | 102 335                                         | 102 335                                         | 102 335                                         | 102 335                                         | 102 335                                         | 102 335                                         | 102 335                                         | 102 335                                         | 102 335                                         | 102 335                                         | 102 335                                         | 102 335                                         | 102 335                                         | 102 335                                         | 102 335                                         | 102 335                                         | 102 335                                         | 102 335                                         | 102 335                                         | 102 335                                         | 102 335                                         | 102 335                                         | 102 335                                         | 102 335                                         | 102 335                                         | 102 335                                         | 102 335                                         | 102 335                                         | 102 335                                         | 102 335                                         | 102 335                                         | 102 335                                         | 102 335                                         |                                                 |                                                 |                                                 |                                                 |                                                 |                                                 |                                                 |                                                 |                                                 |                                                 |                                                 |                                                 |                                                 |                                                 |
| 2016  | 85 981                                          | 85 981                                          | 85 981                                          | 85 981                                          | 85 981                                          | 85 981                                          | 85 981                                          | 85 981                                          | 85 981                                          | 85 981                                          | 85 981                                          | 85 981                                          | 85 981                                          | 85 981                                          | 85 981                                          | 85 981                                          | 85 981                                          | 85 981                                          | 85 981                                          | 85 981                                          | 85 981                                          | 85 981                                          | 85 981                                          | 85 981                                          | 85 981                                          | 85 981                                          | 85 981                                          | 85 981                                          | 85 981                                          | 85 981                                          | 85 981                                          | 85 981                                          | 85 981                                          | 85 981                                          | 85 981                                          | 85 981                                          | 85 981                                          | 85 981                                          | 85 981                                          | 85 981                                          | 85 981                                          | 85 981                                          | 85 981                                          |                                                 |                                                 |                                                 |                                                 |                                                 |                                                 |                                                 |                                                 |                                                 |                                                 |                                                 |                                                 |                                                 |                                                 |                                                 |                                                 |                                                 |                                                 |                                                 |                                                 |                                                 |                                                 |                                                 |
| 2017  | 52 860                                          | 52 860                                          | 52 860                                          | 52 860                                          | 52 860                                          | 52 860                                          | 52 860                                          | 52 860                                          | 52 860                                          | 52 860                                          | 52 860                                          | 52 860                                          | 52 860                                          | 52 860                                          | 52 860                                          | 52 860                                          | 52 860                                          | 52 860                                          | 52 860                                          | 52 860                                          | 52 860                                          | 52 860                                          | 52 860                                          | 52 860                                          | 52 860                                          | 52 860                                          | 52 860                                          |                                                 |                                                 |                                                 |                                                 |                                                 |                                                 |                                                 |                                                 |                                                 |                                                 |                                                 |                                                 |                                                 |                                                 |                                                 |                                                 |                                                 |                                                 |                                                 |                                                 |                                                 |                                                 |                                                 |                                                 |                                                 |                                                 |                                                 |                                                 |                                                 |                                                 |                                                 |                                                 |                                                 |                                                 |                                                 |                                                 |                                                 |                                                 |                                                 |
| 2018  | 53 265                                          | 53 265                                          | 53 265                                          | 53 265                                          | 53 265                                          | 53 265                                          | 53 265                                          | 53 265                                          | 53 265                                          | 53 265                                          | 53 265                                          | 53 265                                          | 53 265                                          | 53 265                                          | 53 265                                          | 53 265                                          | 53 265                                          | 53 265                                          | 53 265                                          | 53 265                                          | 53 265                                          | 53 265                                          | 53 265                                          | 53 265                                          | 53 265                                          | 53 265                                          | 53 265                                          |                                                 |                                                 |                                                 |                                                 |                                                 |                                                 |                                                 |                                                 |                                                 |                                                 |                                                 |                                                 |                                                 |                                                 |                                                 |                                                 |                                                 |                                                 |                                                 |                                                 |                                                 |                                                 |                                                 |                                                 |                                                 |                                                 |                                                 |                                                 |                                                 |                                                 |                                                 |                                                 |                                                 |                                                 |                                                 |                                                 |                                                 |                                                 |                                                 |
| 2019  | 62 512                                          | 62 512                                          | 62 512                                          | 62 512                                          | 62 512                                          | 62 512                                          | 62 512                                          | 62 512                                          | 62 512                                          | 62 512                                          | 62 512                                          | 62 512                                          | 62 512                                          | 62 512                                          | 62 512                                          | 62 512                                          | 62 512                                          | 62 512                                          | 62 512                                          | 62 512                                          | 62 512                                          | 62 512                                          | 62 512                                          | 62 512                                          | 62 512                                          | 62 512                                          | 62 512                                          | 62 512                                          | 62 512                                          | 62 512                                          | 62 512                                          | 62 512                                          |                                                 |                                                 |                                                 |                                                 |                                                 |                                                 |                                                 |                                                 |                                                 |                                                 |                                                 |                                                 |                                                 |                                                 |                                                 |                                                 |                                                 |                                                 |                                                 |                                                 |                                                 |                                                 |                                                 |                                                 |                                                 |                                                 |                                                 |                                                 |                                                 |                                                 |                                                 |                                                 |                                                 |                                                 |
| 2020  | 43 686                                          | 43 686                                          | 43 686                                          | 43 686                                          | 43 686                                          | 43 686                                          | 43 686                                          | 43 686                                          | 43 686                                          | 43 686                                          | 43 686                                          | 43 686                                          | 43 686                                          | 43 686                                          | 43 686                                          | 43 686                                          | 43 686                                          | 43 686                                          | 43 686                                          | 43 686                                          | 43 686                                          | 43 686                                          |                                                 |                                                 |                                                 |                                                 |                                                 |                                                 |                                                 |                                                 |                                                 |                                                 |                                                 |                                                 |                                                 |                                                 |                                                 |                                                 |                                                 |                                                 |                                                 |                                                 |                                                 |                                                 |                                                 |                                                 |                                                 |                                                 |                                                 |                                                 |                                                 |                                                 |                                                 |                                                 |                                                 |                                                 |                                                 |                                                 |                                                 |                                                 |                                                 |                                                 |                                                 |                                                 |                                                 |                                                 |
| 2021  | 54 175                                          | 54 175                                          | 54 175                                          | 54 175                                          | 54 175                                          | 54 175                                          | 54 175                                          | 54 175                                          | 54 175                                          | 54 175                                          | 54 175                                          | 54 175                                          | 54 175                                          | 54 175                                          | 54 175                                          | 54 175                                          | 54 175                                          | 54 175                                          | 54 175                                          | 54 175                                          | 54 175                                          | 54 175                                          | 54 175                                          | 54 175                                          | 54 175                                          | 54 175                                          | 54 175                                          | 54 175                                          |                                                 |                                                 |                                                 |                                                 |                                                 |                                                 |                                                 |                                                 |                                                 |                                                 |                                                 |                                                 |                                                 |                                                 |                                                 |                                                 |                                                 |                                                 |                                                 |                                                 |                                                 |                                                 |                                                 |                                                 |                                                 |                                                 |                                                 |                                                 |                                                 |                                                 |                                                 |                                                 |                                                 |                                                 |                                                 |                                                 |                                                 |                                                 |
| 2022  | 42 427                                          | 42 427                                          | 42 427                                          | 42 427                                          | 42 427                                          | 42 427                                          | 42 427                                          | 42 427                                          | 42 427                                          | 42 427                                          | 42 427                                          | 42 427                                          | 42 427                                          | 42 427                                          | 42 427                                          | 42 427                                          | 42 427                                          | 42 427                                          | 42 427                                          | 42 427                                          | 42 427                                          | 42 427                                          |                                                 |                                                 |                                                 |                                                 |                                                 |                                                 |                                                 |                                                 |                                                 |                                                 |                                                 |                                                 |                                                 |                                                 |                                                 |                                                 |                                                 |                                                 |                                                 |                                                 |                                                 |                                                 |                                                 |                                                 |                                                 |                                                 |                                                 |                                                 |                                                 |                                                 |                                                 |                                                 |                                                 |                                                 |                                                 |                                                 |                                                 |                                                 |                                                 |                                                 |                                                 |                                                 |                                                 |                                                 |
| 2023  | 56 378                                          | 56 378                                          | 56 378                                          | 56 378                                          | 56 378                                          | 56 378                                          | 56 378                                          | 56 378                                          | 56 378                                          | 56 378                                          | 56 378                                          | 56 378                                          | 56 378                                          | 56 378                                          | 56 378                                          | 56 378                                          | 56 378                                          | 56 378                                          | 56 378                                          | 56 378                                          | 56 378                                          | 56 378                                          | 56 378                                          | 56 378                                          | 56 378                                          | 56 378                                          | 56 378                                          | 56 378                                          | 56 378                                          |                                                 |                                                 |                                                 |                                                 |                                                 |                                                 |                                                 |                                                 |                                                 |                                                 |                                                 |                                                 |                                                 |                                                 |                                                 |                                                 |                                                 |                                                 |                                                 |                                                 |                                                 |                                                 |                                                 |                                                 |                                                 |                                                 |                                                 |                                                 |                                                 |                                                 |                                                 |                                                 |                                                 |                                                 |                                                 |                                                 |                                                 |

- Fin 2012, en seulement 20 mois, les ventes cumulées de la Ligne DS représentent 300 000 véhicules dans le monde[124], dont 200 000 ventes uniquement pour la DS 3[125].
- Pour l'année 2011, la Ligne DS représentait 7 % des ventes de Citroën en Europe. En 2012, elle représente 10 % des immatriculations de la marque dans le monde[8] et 18 % en Europe[126].
- Malgré l'arrivée de nouveaux modèles, les ventes ont été divisées par deux entre 2014 et 2019.
- En 2017, DS Automobiles représente 3 % des ventes du groupe PSA[127] contre 10 % espérés[réf. nécessaire]..
- Le bilan de l'année 2020 (notamment due à la pandémie de COVID-19) en termes de vente est médiocre avec 43 686 véhicules vendus (-29,5 % par rapport à l'année précédente), ce qui constitue la pire année commerciale depuis le lancement de la marque. Le grand SUV familial DS 7 Crossback semble mieux résister avec une baisse de "seulement" 18%[réf. souhaitée]..

## Espaces de vente
Yves Bonnefont, le directeur général de DS, a annoncé qu'à partir de la mi-2018 DS Automobiles et Citroën vont séparer leurs réseaux de vente et 500 établissements seront affectés à la marque contre 111 début 2017.
Le mercredi 11 octobre 2017, DS Automobiles ouvre les commandes du DS 7 Crossback et surtout la marque lance son nouveau réseau dédié.
Quatre types d'espace de vente existent pour la marque DS :
DS Zone
D’une surface de 25 à 75 m2, la « DS Zone » est un espace consacré à la marque DS au sein du showroom d'une concession Citroën et se trouve dans la majorité des concessions. Début 2018, les DS Zone disparaissent au profit d'espaces de vente indépendants.
À partir de janvier 2018 et la commercialisation de la 7 Crossback, les DS Zone sont supprimées afin que les concessions Citroën ne vendent plus de DS et les Salons DS deviennent indépendants des showrooms Citroën. La DS 7 Crossback est ainsi le premier modèle de la marque à être vendu uniquement dans un espace de vente DS Automobiles.
Salon DS
De 125 m2 minimum, le « Salon DS » occupe une partie complète du showroom identifiée par un salon d'accueil client, des logos DS, des couleurs de sols, murs, et plafonds et un bureau de vente spécifiques aux modèles DS. On[Qui ?] en trouve en France, aux Pays-Bas, en Espagne et en Tunisie. Citroën a inauguré son premier Salon DS du Maghreb en Tunisie en septembre 2012, au showroom des Berges du Lac. Au début de 2018, les Salons DS disparaissent au profit d'espace de ventes indépendants.
En janvier 2018, le Salon DS d'une superficie de 125 m2 minimum devient un showroom uniquement consacré à DS Automobiles, en dehors des espaces de ventes Citroën
DS Store

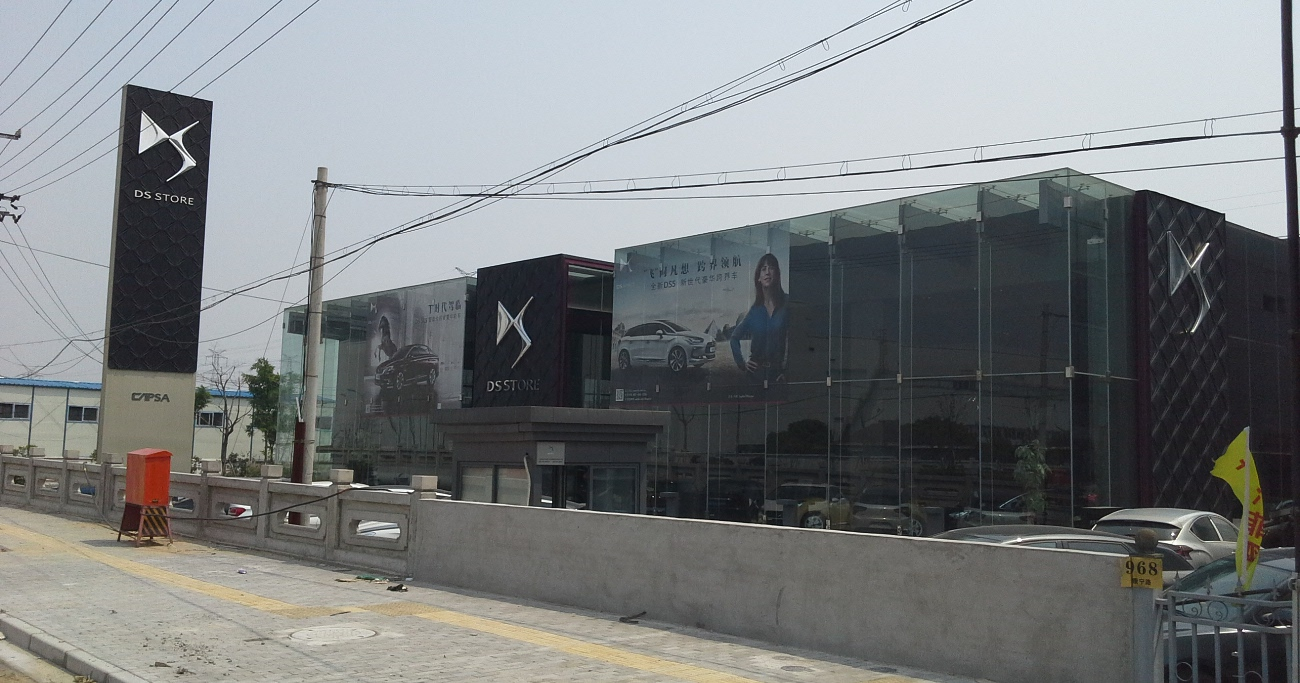
Le DS Store de Kangning road à Shanghai

De 250 m2 au moins, le « DS Store » est une concession moderne et luxueuse destinée uniquement aux produits de la marque DS, avec une ambiance lounge, une atmosphère très exclusive, et des services haut de gamme et personnalisés[réf. nécessaire].
- Le premier DS Store a ouvert le 20 juin 2012 à Nankin en Chine, suivi de Pékin, Shanghai, Guangzhou, Hangzhou et Hefei.
- En Chine, la marque DS compte fin 2013 sur un réseau de cinquante DS Store couvrant quarante des villes les plus importantes du pays.
- DS Store à Tel Aviv en Israël, à Hong Kong et à Tunis en Tunisie en 2015.
- DS Store à Téhéran en Iran en 2016[131]

Mi-2019, ce sont 400 DS Stores et DS Salons qui sont ouverts dans le monde (Asie, Amérique, Afrique et Europe).
DS Urban Store
DS Automobiles a inauguré son premier Urban Store dans le centre commercial de Westfield, à Londres (Angleterre). Il s'agit selon Yves Bonnefont, directeur général de la marque DS d'un nouveau concept de boutique numérisée pour promouvoir la marque au plus près de son public. "S’il est un lieu de ventes, il est également un lieu d’expérience et d’immersion dans l’univers de la marque" a-t-il expliqué.
L'Urban Store permet aux visiteurs de découvrir les modèles, l'univers, les couleurs et les personnalisations de DS à travers des outils numériques comme l’expérience de réalité virtuelle DS Virtual Vision qui avait été présentée sur le dernier Mondial de l'Automobile de Paris.
Le visiteur de l'Urban Store a le choix entre cinq espaces : Lounge, bijouterie, virtual vision, exposition et boutique.
DS World
C'est un univers de vente de type « Flagship Store » (« magasin porte-drapeau »), porté par la marque et consacré entièrement à la marque DS, tels les Coca-Cola Store, M&M's World ou Apple Store, magasins totalement consacrés à leur marque respective, offrant une expérience unique et une immersion complète dans l'histoire et l'univers de la marque. Le DS World est idéalement localisé dans les plus grandes capitales mondiales.
- Le premier DS World a ouvert à Shanghai[134] le 28 mars 2013 rue de Nankin, l'avenue la plus prestigieuse et la plus commerçante de la ville, où sont exposés sur 600 m2 tous les modèles de la Ligne DS, le concept car « Numéro 9 », une DS 3 WRC ainsi qu'une Citroën DS originelle : une DS 23 Pallas de couleur noire. On peut aussi y découvrir une boutique de produits dérivés et un atelier sellerie démontrant le savoir-faire français. Boutiques, canapés cuir, univers de luxe et à l'entrée un système de reconnaissance faciale est installé pour identifier les clients déjà venus et les appeler par leur nom à chacune de leurs visites, ou bien les inviter à la zone de réception et les prendre en photo devant leur voiture neuve.
- Le second DS World a ouvert à Paris le 27 novembre 2013[135], au 33 rue François-1er (dans le triangle d'or parisien situé entre l'Avenue Montaigne, les Champs-Élysées et l'Avenue George-V) soit à quelques pas du célèbre « C-42 », l'emplacement de Citroën sur les Champs-Élysées. Nommé simplement « DS World Paris », il expose sur trois étages derrière une façade Art-Déco toute la marque DS, ainsi qu'une DS originelle de 1955. On y retrouve les services haut de gamme consacrés à la marque, et des expositions ou événements y sont organisés pour la clientèle. Exposée exclusivement dans ce showroom géant, la DS3 DS World Paris est une série limitée à quinze exemplaires qui se caractérise par sa robe Gris cendré mat associée au brun Trinitario mat du pavillon et des coques de rétroviseurs, et ses jantes alliage de 17 pouces au diamantage harmonisé avec la couleur du toit. Chacun des quinze modèles reçoit un badgage unique en bois incrusté dans la planche de bord.
- Milan et Barcelone doivent être les prochaines villes à recevoir un DS World.

Fin 2016, DS Automobiles compte 132 DS Stores, 101 DS Salons et 2 DS World dans le monde, et maintenant 1 DS Urban Store.

## Récompenses

### Label «Origine France Garantie»
Les trois premiers modèles (DS 3, DS 4 et DS 5) de la Ligne DS ont reçu le label Origine France Garantie. La part de la valeur produite en France s’élève en moyenne à 68 %.
Pour obtenir ce label, le produit fabriqué doit respecter les deux critères suivants :
1. Le lieu où le produit prend ses caractéristiques essentielles est situé en France ;
2. 50 % au moins du prix de revient unitaire est acquis en France.

Par la suite, le DS 7 Crossback puis le DS 3 Crossback obtiennent également ce label,.

### Titres
- La Ligne DS a reçu le « Trophée de la stratégie 2011 »[139] lors de la 33e édition des Trophées de L'Automobile Magazine.
- Citroën DS 4 a reçu le titre de « Voiture Européenne de l’année 2012 » en Italie.
- Citroën DS 4 a reçu le titre de « Voiture Gay Européenne de l’année 2012 »[140] par le site internet Ledorga.
- La Ligne DS a reçu le « Grand prix du design 2012 »[141] lors du 27e Festival automobile international à Paris.
- Wild Rubis a reçu le titre de « Best Revealing Car 2013 » (meilleure nouveauté) en Chine, attribué par le magazine automobile sinophone BitAuto[142].
- Wild Rubis a reçu le titre de « Best Concept Car 2013 » (meilleur concept) en Chine, attribué par le magazine Netease.
- Citroën DS 3 a reçu le titre de « Best Supermini 2013 »[143]  (meilleure citadine) en Angleterre, attribué par le magazine What Car?.
- Citroën DS 5 a reçu le titre de « Voiture hybride tout terrain de l’année 2013 » en Allemagne, attribué par Auto Bild Allrad (magazine spécialiste du 4x4).
- Le DS World situé à Shanghai, a reçu le titre du « Best Service Agency »[144] (meilleure concession automobile).
- Le site internet « ds5.citroen.com » consacré à la Citroën DS 5  a reçu le prix de Web Design International FWA (Favourite Website Awards).
- La Chang'an DS 5 (version produite en Chine) a reçu le prix du meilleur design 2013 au salon de Guangzhou, en Chine.
- La DS E-Tense a remporté le concours d'élégance du Chantilly Arts & Elegance Richard Mille lors de l'édition 2016, à Chantilly dans l'Oise.

## Partenariats

### Chantilly Arts & Elegance

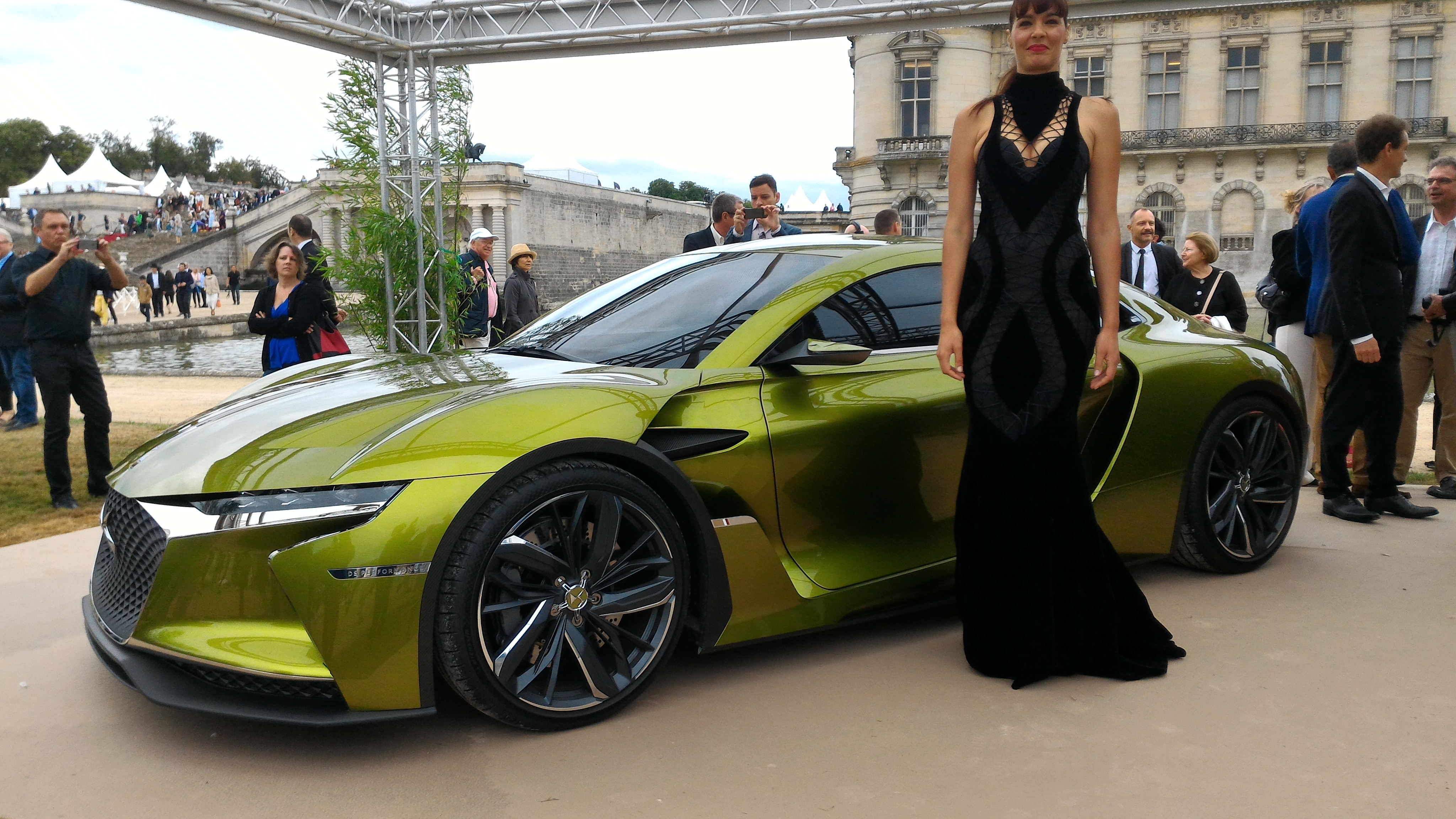
DS E-Tense au Chantilly Arts & Elegance Richard Mille 2016

DS Automobiles est partenaire officiel du concours d'élégance à la française du Chantilly Arts & Elegance Richard Mille depuis la première édition en septembre 2014.
La marque DS Automobiles a présenté à l'élection du plus beau concept la DS Divine en 2014, la  DS Numéro 9 en 2015, puis la DS E-Tense lors de l'édition 2016 qui a remporté le Best of Show du Concours d'Élégance, et en 2017 c'est au tour de la DS 7 Crossback Présidentiel de concourir.
Lors de l'édition 2017, DS Automobiles et sa maison mère Citroën présentaient une exposition éphémère de voitures présidentielles. Étaient ainsi exposées sur les pelouses du Château de Chantilly, les modèles historiques :
- DS 21 Présidentielle (1968)
- SM Présidentielle décapotable (1972)
- DS 21 Prestige (1972)
- DS5 hybride présidentielle (2012)
- DS 7 Crossback Présidentiel (2017)

### BRM Chronographes

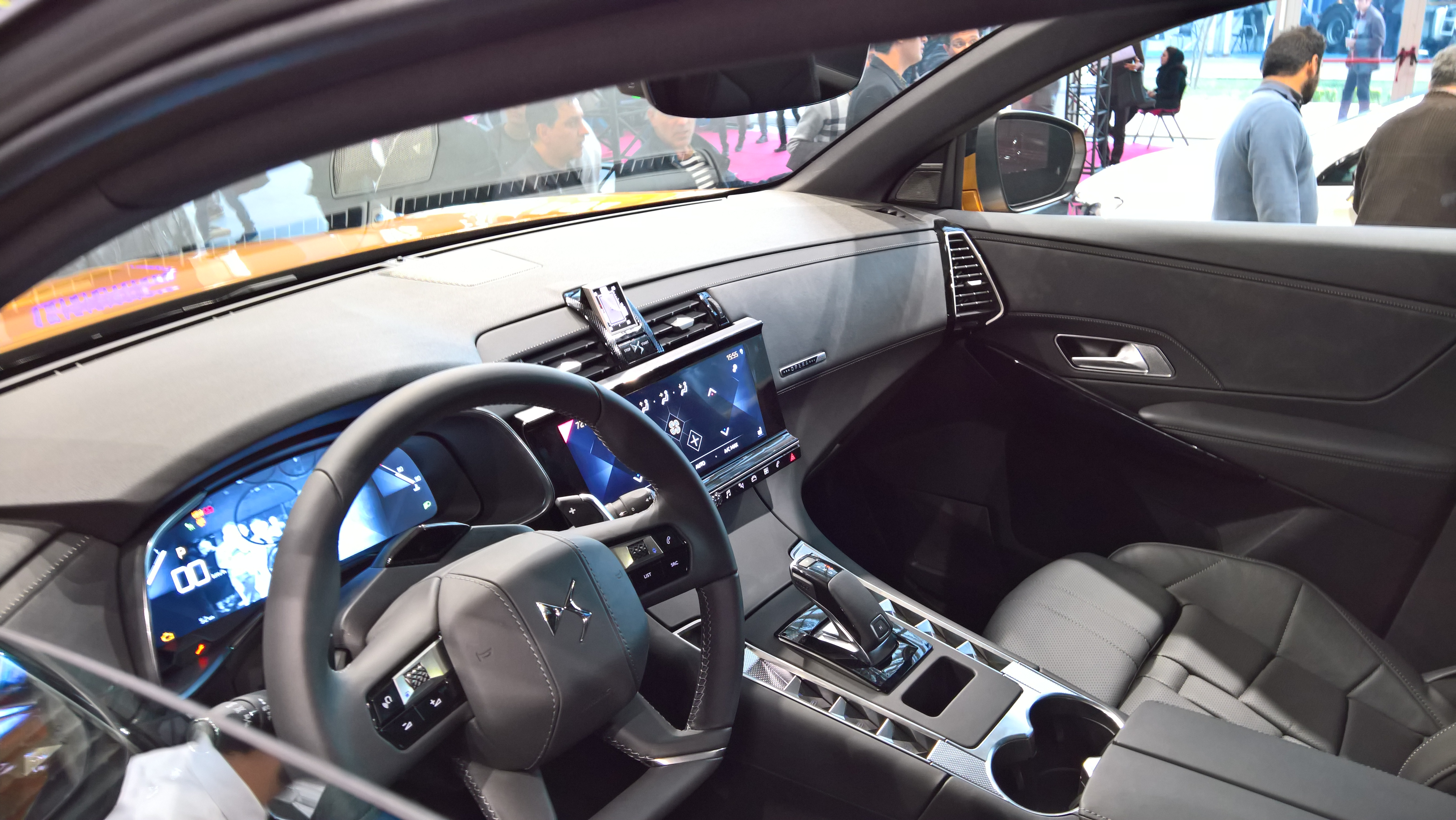
Montre BRM sur la planche de bord du DS 7 Crossback

DS Automobiles et l'horloger français BRM Chronographes collaborent à la réalisation de modèles exclusifs. Une édition limitée de la DS 3 est produite à 39 exemplaires numérotés. Cette DS 3 Performance BRM Chronographes qui est associée à la montre V6-44-SA-SQ DS3 Performance, délivre 208 ch et est dotée d’une boîte 6 vitesses à étagement spécifique. BRM s'est de nouveau associé à DS en 2016, pour la montre arborée par la DS E-Tense, avec le modèle Record TB qui reprend la couleur verte du concept électrique.
En 2018, DS et BRM continue leur partenariat en équipant la DS 7 Crossback d'une montre BRM sur la planche de bord du SUV, celle-ci étant cachée et se découvre au démarrage en tournant sur elle-même, au-dessus de l'écran d'info-divertissement.

### Paris Fashion Week
DS Automobiles est partenaire officiel de la Paris Fashion Week depuis 2019.